# Liste de militants pour la paix
Cette liste de militants pour la paix comprend des personnes qui ont préconisé de manière proactive la résolution diplomatique, philosophique et non militaire des principaux conflits territoriaux ou idéologiques par des moyens et des méthodes non violents. Les militants pour la paix travaillent généralement avec d'autres dans l'ensemble des mouvements anti-guerre et de paix pour concentrer l'attention du monde sur ce qu'ils perçoivent comme l'irrationalité des conflits, des décisions et des actions violents. Ils initient et facilitent ainsi de vastes dialogues publics destinés à modifier de manière non violente les accords de société de longue date directement liés et maintenus par les divers processus de pensée violents, habituels et historiquement craintifs qui se trouvent au cœur de ces conflits, avec l'intention de mettre fin pacifiquement aux conflits eux-mêmes.

## A

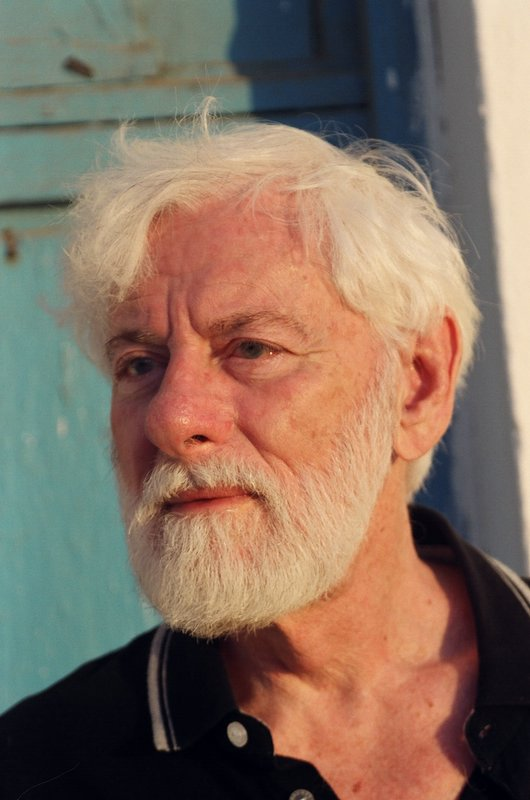
Uri Avnery

- Dekha Ibrahim Abdi (1964-2011) - activiste kényan pour la paix, consultant gouvernemental
- David Adams (né en 1939) - auteur américain et militant pour la paix, président du groupe de travail de l'Année internationale des Nations unies pour la culture de la paix, coordinateur du Réseau d'actualités Culture de la paix
- Jane Addams (1860-1935) - américaine, présidente nationale du Woman's Peace Party, présidente de la Ligue internationale des femmes pour la paix et la liberté
- Ruth Adler (1944–1994) - militante féministe et des droits humains en Écosse
- Eqbal Ahmad (1933 / 34–1999) - politologue pakistanais, militant
- Martti Ahtisaari (né en 1937) - ancien président de la Finlande, actif dans la résolution des conflits
- Robert Baker Aitken (1917 - 2010) - Rōshi bouddhiste zen et militant anti-guerre, militant anti-nucléaire et promoteur de l'écologie profonde
- Tadatoshi Akiba (né en 1942) - pacifiste japonais et défenseur du désarmement nucléaire, ancien maire d'Hiroshima
- Iris Akahoshi (1929-1987) - partisan persistant d'un prisonnier politique ukrainien emprisonné
- Widad Akrawi (né en 1969) - défenseur de la paix danois-kurde, organisateur
- Stew Albert (1939-2006) - activiste américain de la guerre anti-Vietnam, organisateur
- Abdulkadir Yahya Ali (1957-2005) - militant pacifiste somalien et fondateur du Centre de recherche et de dialogue en Somalie
- Antoine Allard (1907-1981) - peintre et pacifiste belge, cofondateur d'Oxfam Belgique
- Bhimrao Ambedkar (1891–1956) Polymathe indien, leader des droits civiques, revivaliste du bouddhisme en Inde
- Ghassan Andoni (né en 1956) - physicien palestinien, chrétien, défenseur d'une résistance non violente
- Andrea Andreen (1888-1972) - médecin suédois, pacifiste et féministe
- Annot (1894-1981) - artiste allemand, militant anti-guerre et anti-nucléaire
- José Argüelles (1939-2011) - auteur et pacifiste américain du New Age
- Émile Armand (1872-1963) - écrivain anarchiste et pacifiste français
- Émile Arnaud (1864-1921) - militant français de la paix, a inventé le mot « pacifisme »
- Klas Pontus Arnoldson (1844-1916) - pacifiste suédois, prix Nobel de la paix, fondateur de la Société suédoise pour la paix et l'arbitrage
- Ya'akov Arnon (1913–1995) - économiste italien, fonctionnaire du gouvernement et pacifiste
- Vittorio Arrigoni (1975-2011) - reporter italien, militant anti-guerre
- Pat Arrowsmith (né en 1930) - auteur britannique et militant pour la paix
- Arik Ascherman (né en 1959) - rabbin israélo-américain et défenseur des droits humains palestiniens
- Margaret Ashton (1856-1937) - suffragette britannique, femme politique local, pacifiste
- Anita Augsburg - avocate allemande, écrivaine, féministe, pacifiste
- Uri Avnery (1923-2018) - écrivain israélien et fondateur de Gush Shalom
- Moubarak Awad (né en 1943) - défenseur palestino-américain de la résistance non violente, fondateur du Centre palestinien pour l'étude de la non-violence
- Ali Abu Awwad (né en 1972) - activiste palestinien pour la paix de Beit Ummar, fondateur d'al-Tariq ("le chemin")
- Ayo Ayoola-Amale (né en 1970) - professionnelle nigériane de la résolution des conflits, médiatrice, pacifiste et poétesse

## B

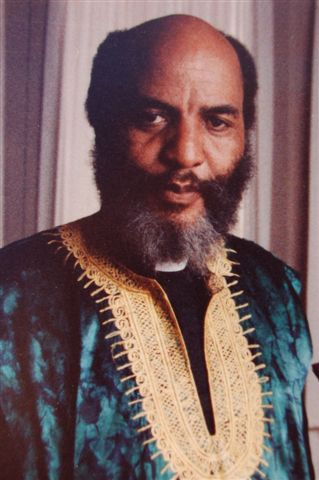
James Bevel

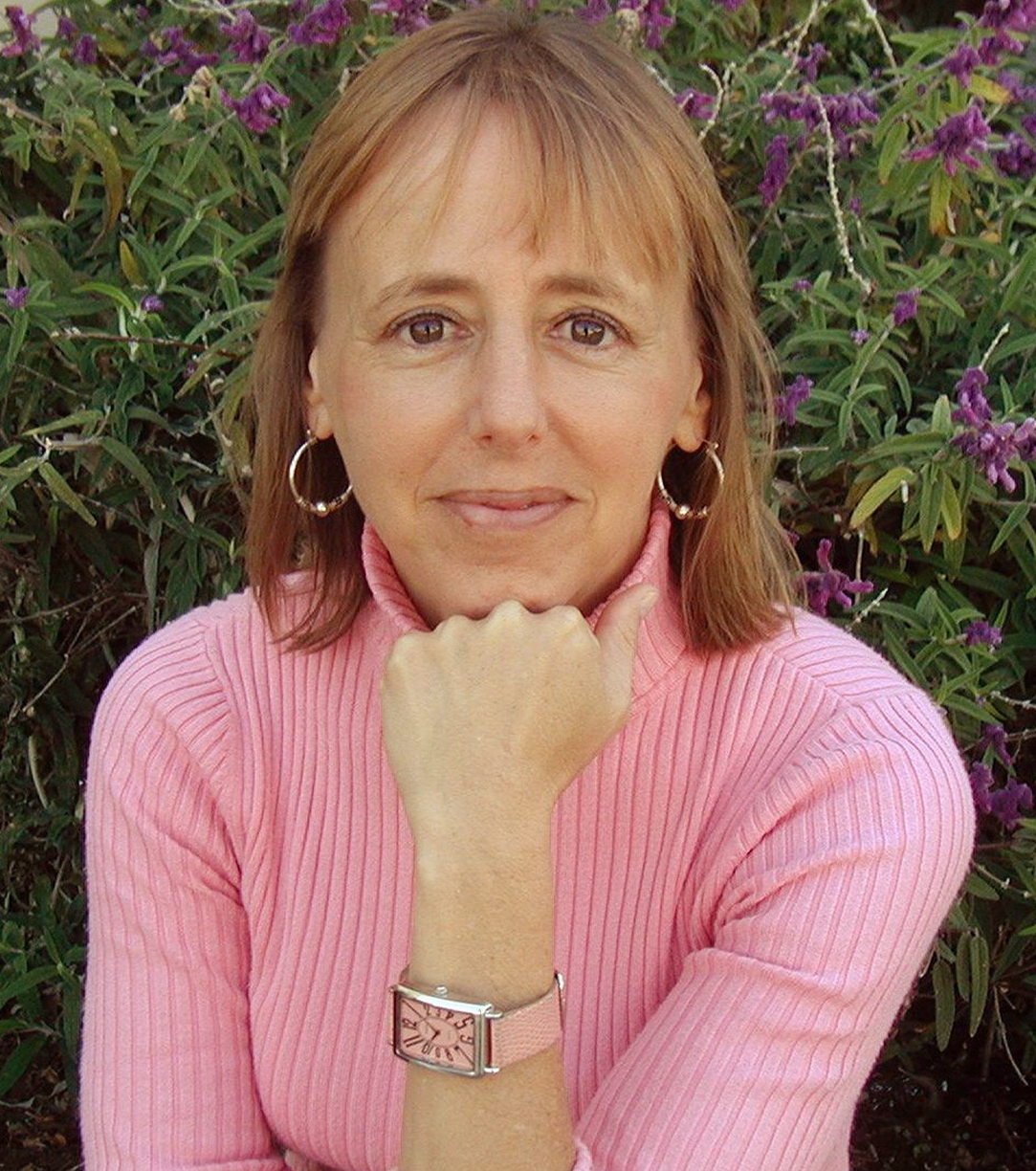
Medea Benjamin

- Anton Bacalbașa (1865-1899) - marxiste et pacifiste roumain
- Eva Bacon (1909–1994) - socialiste australienne, féministe, pacifiste
- Gertrud Baer (1890-1981) - militante juive allemande pour la paix et membre fondatrice de la Ligue internationale des femmes pour la paix et la liberté
- Joan Baez (née en 1941) - éminente manifestante anti-guerre américaine, chanteuse inspirante
- Ella Baker (1903-1986) - militante afro-américaine des droits civiques, féministe, pacifiste
- Emily Greene Balch (1867-1961) - pacifiste américaine, dirigeante de la Ligue internationale des femmes pour la paix et la liberté et lauréate du prix Nobel de la paix en 1946
- Ernesto Balducci (1922–1992) - prêtre italien et militant pour la paix
- Edith Ballantyne (née en 1922) - militante tchéco-canadienne pour la paix
- Daniel Barenboim (né en 1942) - pianiste et chef d'orchestre, cofondateur (avec Edward Said) du West – Eastern Divan Orchestra, citoyen argentin, israélien, palestinien et espagnol
- Christine Ross Barker (1866-1940) - pacifiste et suffragette canadienne
- Matilde Bajer (1840-1934) - féministe danoise et militantes pour la paix
- Ludwig Bauer (1878-1935) - écrivain et pacifiste austro-suisse
- Archibald Baxter (1881-1970) - activiste pacifiste, socialiste et anti-guerre néo-zélandais
- Alaide Gualberta Beccari (1842-1906) - féministe italienne, pacifiste et réformatrice sociale
- Yolanda Becerra (née en 1959) - féministe colombienne et militante pour la paix
- Henriette Beenfeldt (1878-1949) - militante radicale danoise pour la paix
- Harry Belafonte (né en 1927) - manifestant anti-guerre américain, interprète
- Carlos Filipe Ximenes Belo (né en 1948) - évêque du Timor oriental, prix Nobel de la paix
- Medea Benjamin (né en 1952) - auteure américaine, organisatrice, cofondatrice de l'anti-militariste Code Pink
- le pape Benoît XV (1854-1922, pape 1914-1922) - a préconisé la paix tout au long de la Première Guerre mondiale ; opposé à la guerre aérienne ; encouragé les initiatives humanitaires (pour protéger les enfants, les prisonniers de guerre, les blessés et les disparus). « Le grand Pape de la tragédie mondiale [...] le bienfaiteur de tous les peuples, indépendamment de la nation ou de la croyance » (d'après l'inscription sur sa statue à Istanbul)
- Meg Beresford (née en 1937) - militante britannique, mouvement européen de désarmement nucléaire
- Daniel Berrigan (1921-2016) - éminent manifestant américain contre la guerre du Vietnam, poète, auteur, anti-nucléaire et guerre
- Philip Berrigan (1923-2002) - éminent manifestant américain contre la guerre au Vietnam, auteur, anti-nucléaire et guerre
- James Bevel (1936-2008) - éminent leader américain de la guerre anti-Vietnam, organisateur
- Vinoba Bhave (1895-1982) - Indien, Gandhian, enseignant, auteur, organisateur
- Albert Bigelow (1906–1993) - ancien officier de l'US Navy devenu pacifiste, capitaine du premier navire à tenter de perturber les essais atmosphériques d'armes nucléaires
- Doris Blackburn (1889-1970) - réformatrice sociale australienne, femme politique, pacifiste
- Isabelle Blume (1892-1975) - féministe et antifasciste belge, présidente de l'Union belge pour la défense de la paix et du Conseil mondial de la paix
- Kees Boeke (1884-1966) - éducateur, missionnaire et pacifiste néerlandais
- Elise M. Boulding (1920-2010) - sociologue américaine d'origine norvégienne, spécialisée dans la recherche universitaire sur la paix
- Janet Bloomfield (1953-2007) - militante britannique pour la paix et le désarmement, présidente de la Campagne pour le désarmement nucléaire
- Bhikkhu Bodhi (né en 1944) - moine bouddhiste américain Theravada et fondateur de Buddhist Global Relief [1]
- Carl Bonnevie (1881-1972) - juriste norvégien et militant pour la paix
- Bono (né en 1960) - auteur, compositeur, interprète irlandais, musicien, capital-risqueur, homme d'affaires et philanthrope ; né Paul David Hewson[2]
- Charles-Auguste Bontemps (1893-1981) - anarchiste français, pacifiste, écrivain
- Claude Bourdet - (1909-1996) homme politique français, journalistte, fondateur du Mouvement pour le désarmement, la paix et la liberté (MDPL)
- José Bové (né en 1953) - agriculteur français, homme politique, pacifiste
- Norma Elizabeth Boyd (1888-1985) - éducatrice afro-américaine politiquement active, défenseure des droits des enfants, pacifiste
- Heloise Brainerd (1881-1969) - militante pacifiste américaine
- Sophonisba Breckinridge (1866-1948) - éducatrice américaine, réformatrice sociale, pacifiste
- Peter Brock (1920-2006) - historien pacifiste canadien d'origine britannique
- Ofer Bronchtein (né en 1957) - militant pacifiste franco-israélien, président et cofondateur du Forum international pour la paix
- Brigid Brophy (1929-1965) - romancière britannique, féministe, pacifiste
- Albert Bourderon (1858-1930) - socialiste et pacifiste français
- Pierre Brizon (1878-1923) - homme politique et pacifiste français
- Vera Brittain (1893-1970) - écrivain britannique, pacifiste
- José Brocca (1891-1950) - activiste espagnol, délégué international War Resisters International, organisateur des opérations de secours pendant la guerre civile espagnole
- Hugh Brock (1914-1985) - pacifiste britannique à vie et rédacteur en chef de Peace News entre 1955 et 1964
- Fenner Brockway (1888–1988) - homme politique britannique et député travailliste ; humaniste, pacifiste et anti-impérialiste ; s'opposa à la conscription et fonda la No-Conscription Fellowship en 1914 ; premier président de la War ResistersInternational (1926-1934) ; membre fondateur de la Campagne pour le désarmement nucléaire et de l'association caritative War on Want
- Emilia Broomé (1866–1925) - femme politique suédoise, féministe et militante pour la paix
- Olympia Brown (1835-1926) - théologienne américaine, suffragiste, pacifiste
- Émilienne Brunfaut (1908-1986) - féministe, syndicaliste et pacifiste belge, codirigeante de l'Union belge pour la défense de la paix
- Elihu Burritt (1810-1879) - diplomate américain, activiste social
- Caoimhe Butterly (née en 1978) - militante irlandaise pour la paix et les droits de l'homme
- Charles Buxton (1875-1942) libéral britannique et plus tard du parti travailliste député, militant philanthrope et de la paix, critique du traité de Versailles

## C

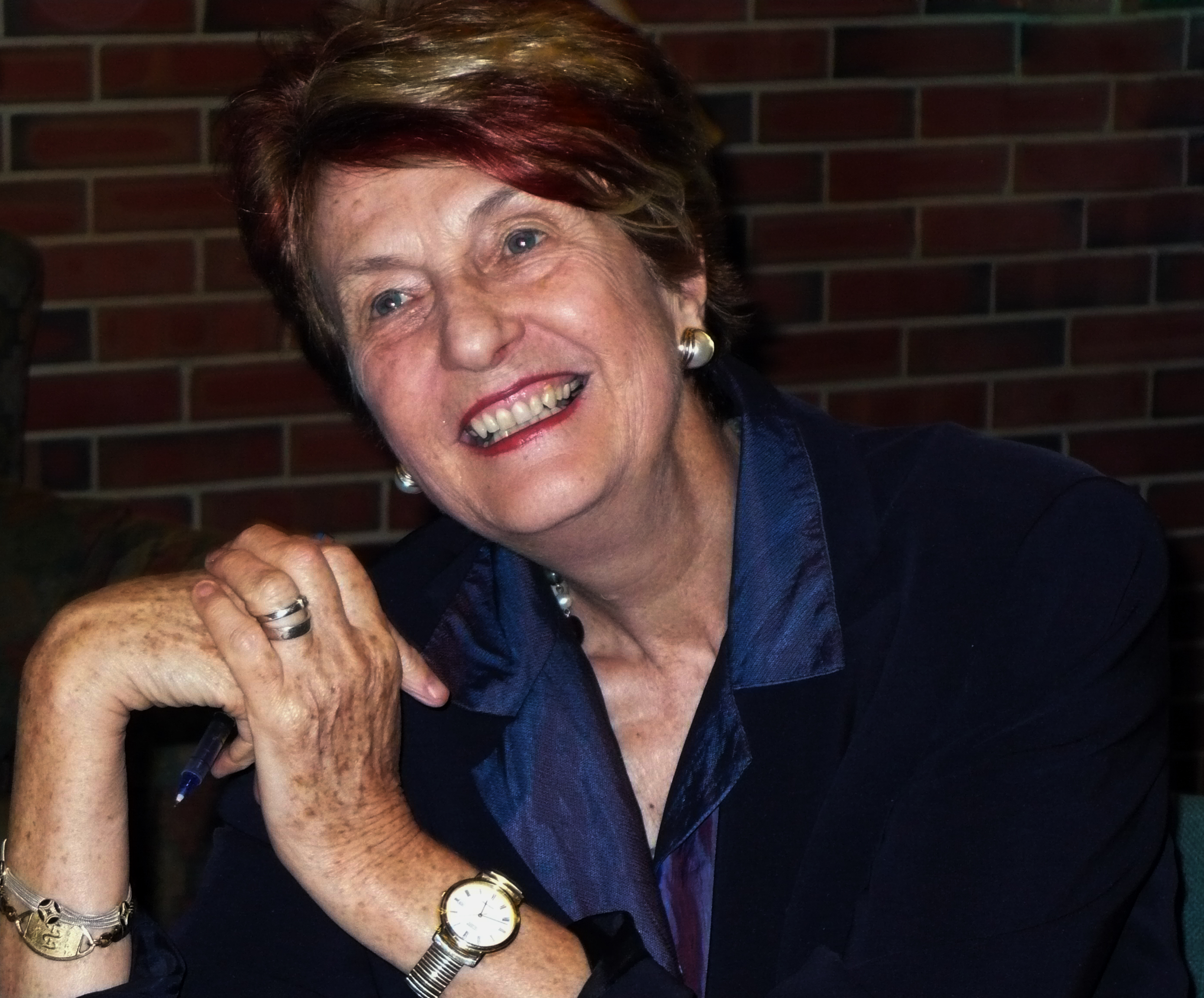
Helen Caldicott

- Ritchie Calder (1906-1982) - journaliste scientifique écossais, socialiste et militant pour la paix
- Helen Caldicott (née en 1938) - médecin australien, activiste anti-nucléaire, ressuscité Médecins pour la responsabilité sociale, militant contre les dangers des rayonnements
- Hélder Câmara (1909–1999) - archevêque brésilien, défenseur de la théologie de la libération, opposant à la dictature militaire
- Lydia Canaan - chanteuse libanaise, première rock star du Moyen-Orient, a risqué la vie pour se produire sous une attaque militaire en signe de protestation contre la guerre civile libanaise[3]
- Marcelle Capy (1891-1962) - romancière, journaliste, pacifiste
- Andrew Carnegie (1835–1919) - industriel américain et fondateur du Carnegie Endowment for International Peace
- April Carter (née en 1937) - militante pour la paix britannique, chercheuse, éditrice
- Jimmy Carter (1924-2024) - négociateur américain et ancien président américain, organisateur, résolution de conflits internationaux
- René Cassin (1887-1976) - juriste, professeur et juge français, coauteur de la Déclaration universelle des droits de l'homme de 1948
- Benny Cederfeld de Simonsen (1865-1952) - activiste danois pour la paix
- Pierre Cérésole (1879-1945) - ingénieur suisse, fondateur du Service civil international (SCI) ou du Service volontaire international pour la paix (IVSP)
- Félicien Challaye (1875-1967) - philosophe et pacifiste français
- Émile Chartier (1868-1951) - philosophe, éducateur et pacifiste français
- Simone Tanner-Chaumet (1916-1962) - militante française pour la paix
- César Chávez (1927–1993) - ouvrier agricole américain, dirigeant syndical et militant des droits civiques
- Helen Chenevix (1886-1963) - suffragette irlandaise, syndicaliste, pacifiste
- Ada Nield Chew (1870–1945) - suffragiste et pacifiste britannique
- Molly Childers (1875-1964) - écrivain irlandais, nationaliste, pacifiste
- Alice Amelia Chown (1866-1949) - féministe, pacifiste et écrivaine canadienne
- Noam Chomsky (né en 1928) - linguiste, philosophe et activiste américain
- Ramsey Clark (né en 1927) - avocat, militant anti-guerre et anti-nucléaire américain
- Howard Clark (1950-2013) - militant britannique de la paix, rédacteur en chef adjoint de Peace News et président de War Resisters 'International.
- Helena Cobban (née en 1952) - militante pour la paix britannique, journaliste et auteure
- Mike Cooley - ingénieur irlandais, pionnier de la production socialement utile et a reçu le prix Right Livelihood en 1981
- William Sloane Coffin (1924-2006) - clerc américain, militant anti-guerre
- James Colaianni (1922-2016) - auteur américain, éditeur, premier organisateur anti-Napalm
- Judy Collins (née en 1939) - chanteuse / compositrice anti-guerre américaine inspirante, manifestante
- Alex Comfort (1920-2000) - pacifiste et objecteur de conscience britannique et auteur de The Joy of Sex
- Alecu Constantinescu (1872–1949) - syndicaliste, journaliste et pacifiste roumain
- Jeremy Corbyn (né en 1949) - homme politique britannique, socialiste, militant anti-guerre, anti-impérialisme et anti-racisme de longue date
- Tom Cornell (en) - militant anti-guerre américain, a lancé la première manifestation anti-guerre du Vietnam, emprisonné pour la destruction publique de sa carte de recrutement[4]
- Rachel Corrie (1979-2003) - militante américaine pour les droits humains palestiniens[5],[6]
- David Cortright - leader américain des armes anti-nucléaires
- Norman Cousins (1915–1990) - journaliste américain, auteur, organisateur, initiateur
- Randal Cremer (1828–1908) - syndicaliste britannique et député libéral (1885-95, 1900-08) ; pacifiste ; principal défenseur de l'arbitrage international ; cofondateur de l'Union interparlementaire et de la Ligue internationale d'arbitrage ; promu les conférences de la paix de La Haye de 1899 et 1907 ; prix Nobel de la paix (1903)
- Frances Crowe (née en 1919) - pacifiste américain, activiste anti-nucléaire, rédacteur en chef soutenant les objecteurs de conscience
- Edvin Kanka Ćudić (né en 1988) - militant bosniaque des droits de l'homme et de la paix, fondateur et coordinateur de l'Association for Social Research and Communications (UDIK)
- Adam Curle (1916-2006) - militant de la paix Quaker; premier professeur d'études sur la paix au Royaume-Uni

## D

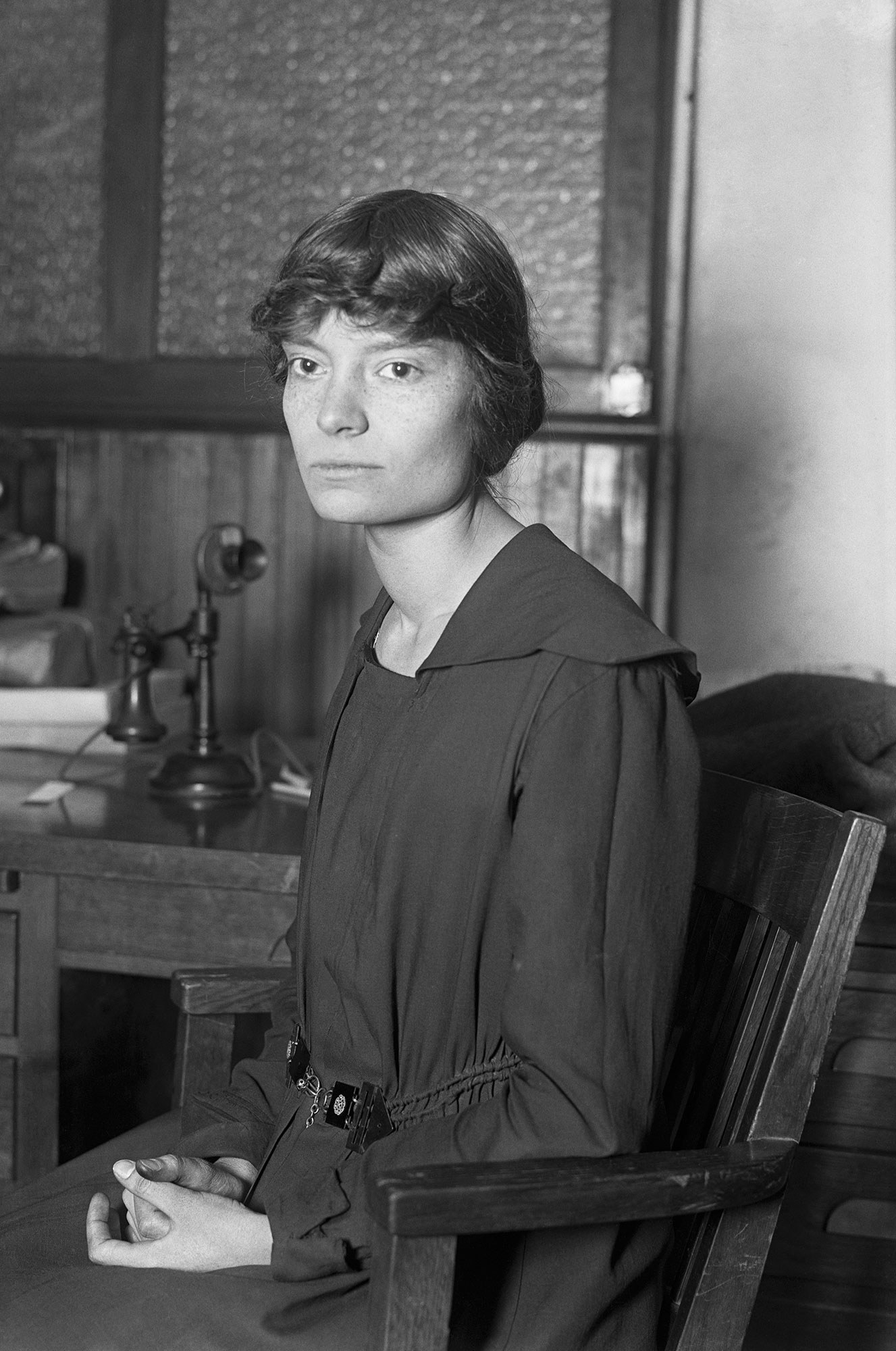
Dorothy Day

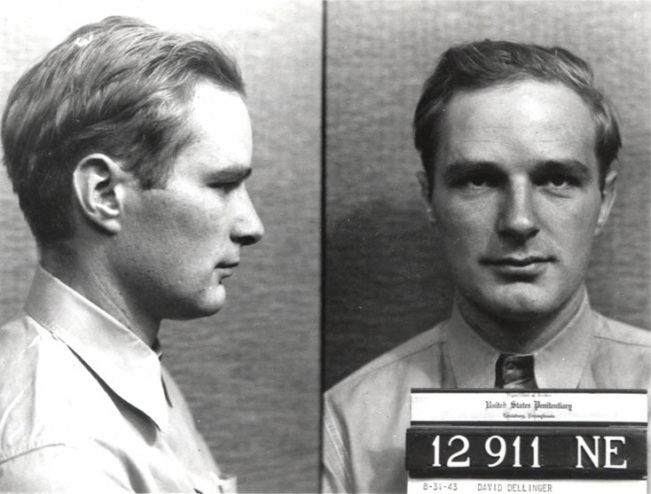
David Dellinger

- Margaretta D'Arcy (née en 1934) - actrice, écrivaine et militante pour la paix irlandaise
- Mohammed Dajani Daoudi (né en 1946) - professeur palestinien et militant pour la paix
- Thora Daugaard (1874-1951) - féministe, pacifiste, éditrice et traductrice danoise
- George Maitland Lloyd Davies (1880–1949) - pacifiste gallois et militant anti-guerre, président de la Peace Pledge Union (1946-9)
- Rennie Davis (né en 1941) - chef de guerre américain anti-Vietnam, organisateur
- Dorothy Day (1897–1980) - journaliste américaine, militante sociale et cofondatrice du mouvement des travailleurs catholiques
- John Dear (1959) - prêtre américain, auteur et activiste non violent
- Siri Derkert (1888-1973) - artiste suédoise, pacifiste et féministe
- David Dellinger (1915-2004) - pacifiste américain, organisateur, éminent leader anti-guerre
- Michael Denborough AM (1929-2014) - Chercheur médical australien qui a fondé le Nuclear Disarmament Party
- Dorothy Detzer (1893-1981) - féministe américaine, militante pour la paix, secrétaire américaine de la Ligue internationale des femmes pour la paix et la liberté
- Amanda Deyo (1838–?) - Ministre universaliste américain, militant pour la paix, correspondant
- Mary Dingman (1875-1961) - militante américaine pour le social et la paix
- Alma Dolens (1876–?) - pacifiste et suffrageur italien
- Frank Dorrel - American Peace Activist, éditeur de Addicted to War
- Gabrielle Duchêne (1870-1954) - féministe et pacifiste française
- Muriel Duckworth (1908-2009) - pacifiste canadienne, féministe et militante communautaire, fondatrice de la Voix des femmes pour la paix de la Nouvelle-Écosse
- Élie Ducommun (1833-1906) - pacifiste suisse et lauréat du prix Nobel de la paix
- Peggy Duff (1910-1981) - militante pour la paix britannique, socialiste, fondatrice et première secrétaire générale du CND
- Henry Dunant (1828–1910) - homme d'affaires et activiste social suisse, fondateur de la Croix-Rouge et co-premier prix Nobel de la paix (avec Frédéric Passy)
- Roberta Dunbar (décédée en 1956) - clubwoman américaine et militante pour la paix
- Mel Duncan (né en 1950) - pacifiste américain, directeur exécutif fondateur de Nonviolent Peaceforce

## E

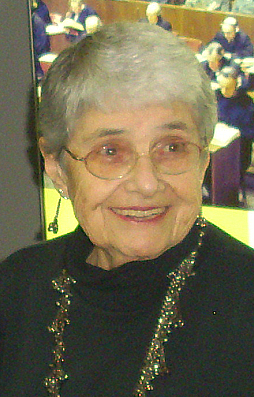
Hedy Epstein

- Crystal Eastman (1881-1928) - avocat, suffragiste, pacifiste et journaliste américain
- Shirin Ebadi (née en 1947) - avocate iranienne, militante des droits de l'homme et lauréate du prix Nobel de la paix
- Anna B. Eckstein 1868–1947 - défenseur allemand de la paix mondiale
- Nikolaus Ehlen (1886–1965) - professeur pacifiste allemand
- Albert Einstein (1879-1955) - scientifique américain d'origine allemande et lauréat du prix Nobel de physique
- Daniel Ellsberg (né en 1931) - dénonciateur américain anti-guerre, manifestant
- James Gareth Endicott (1898–1993) - missionnaire canadien, initiateur, organisateur, manifestant
- Hedy Epstein (1924-2016) - activiste anti-guerre juive-américaine, s'est échappée de l'Allemagne nazie sur le Kindertransport ; active contre la politique militaire israélienne
- Jodie Evans (née en 1954) - militante politique américaine, cofondatrice de Code Pink, initiatrice, organisatrice, cinéaste
- Maya Evans - militante britannique pour la paix, arrêtée pour avoir lu, près du cénotaphe, les noms des soldats britanniques tués en Irak

## F
- Mildred Fahrni (1900–1992) - canadienne pacifiste, féministe, active au niveau international dans le mouvement pour la paix
- Michael Ferber (né en 1944) - auteur américain, professeur, militant anti-guerre
- Hermann Fernau (né en 1883) - avocat, écrivain, journaliste et pacifiste allemand
- Solange Fernex (1934-2006) - militante pour la paix et femme politique française
- Miguel Figueroa (né en 1952) - militant canadien pour la paix et homme politique communiste, président du Congrès canadien de la paix
- Beatrice Fihn (née en 1982) - militante antinucléaire suédoise, présidente de la Campagne internationale pour l'abolition des armes nucléaires (ICAN)
- Edo Fimmen (1881-1942) - syndicaliste, écrivain et pacifiste néerlandais
- Geneviève Fiore (1912-2002) - militante américaine pour les droits des femmes et de la paix
- Ingrid Fiskaa (née en 1977) - femme politique norvégienne et militante pour la paix
- Jane Fonda (née en 1937) - manifestante anti-guerre américaine, actrice
- Henni Forchhammer (1863-1955) - éducatrice, féministe et pacifiste danoise
- Jim Forest (né en 1941) - auteur américain, secrétaire international de l'Orthodox Peace Fellowship
- Randall Forsberg (1943-2007) - a mené toute une vie de recherche et de plaidoyer sur les moyens de réduire le risque de guerre, de minimiser le fardeau des dépenses militaires et de promouvoir les institutions démocratiques ; carrière commencée à l'Institut international de recherche sur la paix de Stockholm en 1968
- Tom Fox (1951-2006) - Quaker américain
- Diana Francis (née en 1944) - militante pour la paix et universitaire britannique, ancienne présidente de l'International Fellowship of Reconciliation
- Ursula Franklin (1921-2016) - scientifique germano-canadienne, pacifiste et féministe, dont les recherches ont aidé à mettre fin aux essais nucléaires atmosphériques
- Marcia Freedman (née en 1938) - militante pacifiste américano-israélienne, féministe et partisane des droits des homosexuels
- Comfort Freeman - activiste libérien anti-guerre
- Maikki Friberg (1861-1927) - éducatrice finlandaise, rédactrice en chef, suffragette et militante pour la paix
- Alfred Fried (1864-1921) - cofondateur du mouvement de paix allemand, a appelé à l'organisation mondiale de la paix

## G

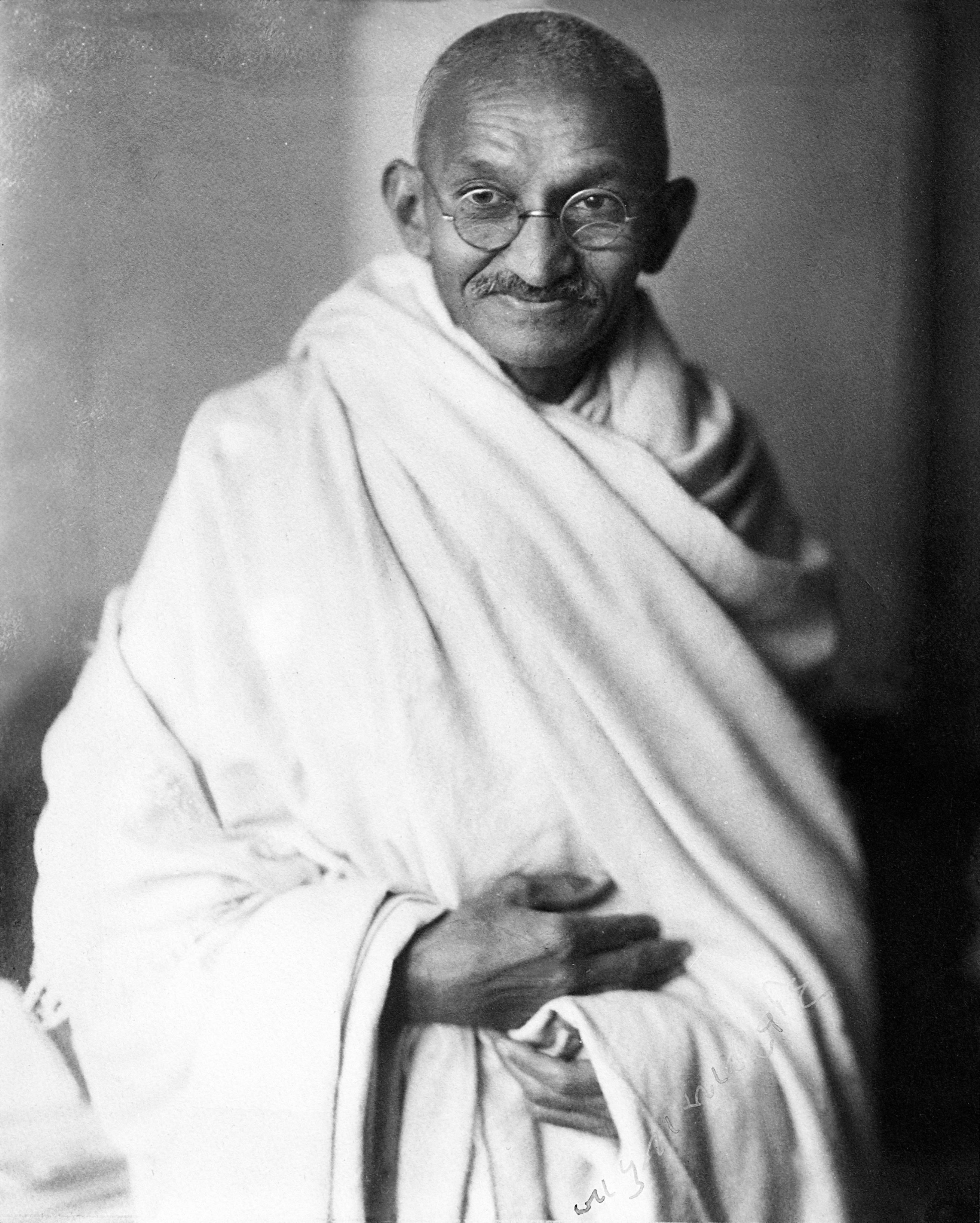
Mahatma Gandhi

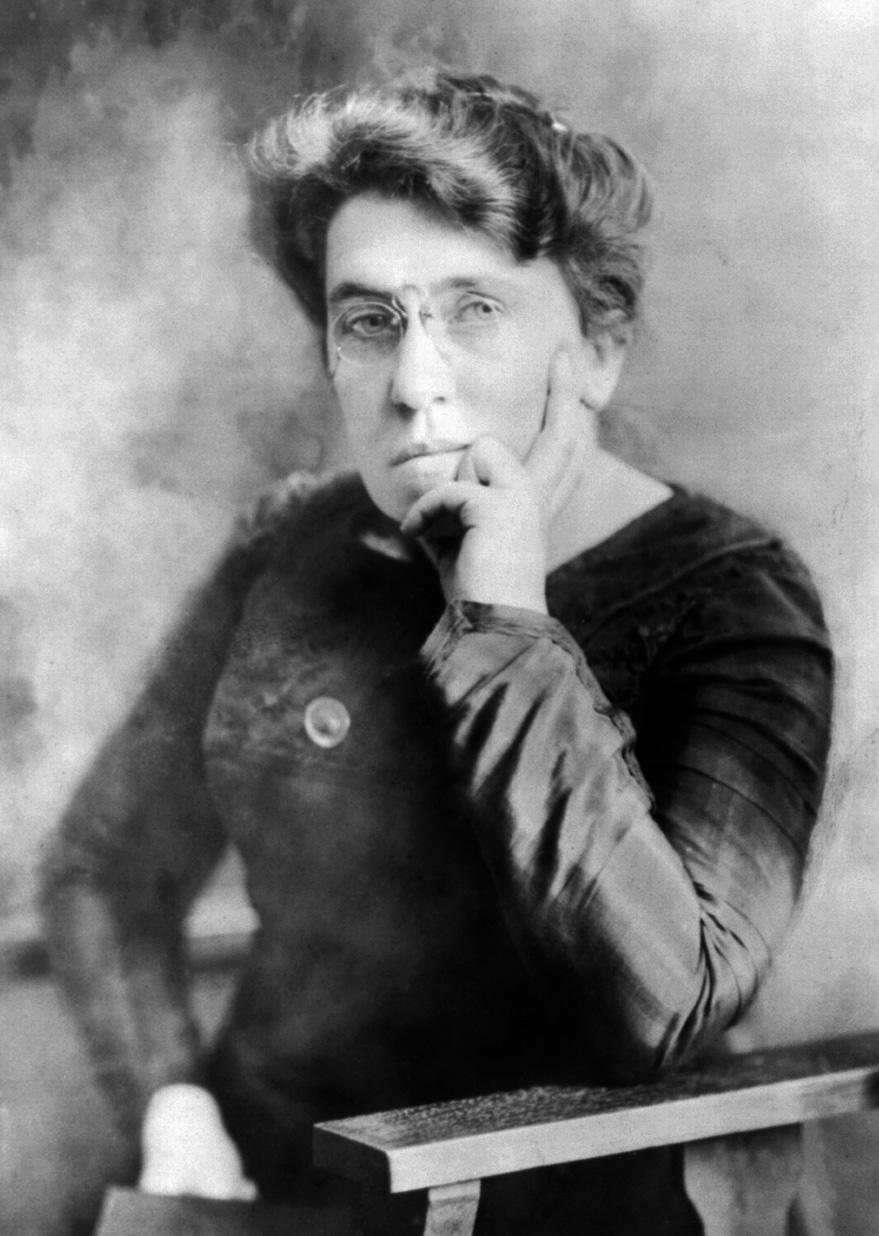
Emma Goldman

- Arun Gandhi (né en 1934) - indien, organisateur, éducateur, petit-fils de Mohandas
- Mahatma Gandhi (1869-1948) - indien, écrivain, organisateur, manifestant, avocat, source d'inspiration pour les dirigeants du mouvement
- Alfonso Garcia Robles (1911–1991) - diplomate mexicain, moteur du Traité de Tlatelolco, créant une zone dénucléarisée en Amérique latine et dans les Caraïbes. Prix Nobel de la paix de 1982
- Eric Garris (né en 1953) - activiste américain, webmaster fondateur de antiwar.com
- Martin Gauger (1905-1941) - juriste et pacifiste allemand
- Leymah Gbowee (née en 1972) - militante libérienne pour la paix, organisatrice du mouvement des femmes pour la paix au Libéria, reçoit le prix Nobel de la paix 2011
- Aviv Geffen (né en 1973) - chanteur et militant de la paix israélien
- Everett Gendler (né en 1928) - rabbin conservateur américain, militant pour la paix, écrivain
- Allen Ginsberg (1926–1997) - manifestant américain contre la guerre, écrivain, poète
- Igino Giordani (1894-1980) - homme politique italien et coparrain de la première législation italienne sur l'objection de conscience au service militaire, cofondateur du mouvement catholique/œcuménique des Focolari dédié à l'unité et à la fraternité universelle.
- Arthur Gish (1939–2010) - orateur américain et militant pour la paix
- Bernie Glassman (1939-2018) - roshi bouddhiste Zen américain et fondateur de Zen Peacemakers
- Danny Glover (né en 1946) - acteur américain et activiste anti-guerre
- Vilma Glücklich (1872-1927) - éducatrice hongroise, pacifiste et militante des droits des femmes
- Emma Goldman (1869–1940) - militante russe/américaine emprisonnée aux États-Unis pour s'être opposée à la Première Guerre mondiale
- Amy Goodman (née en 1957) - journaliste américaine, animatrice de Democracy Now!
- Paul Goodman (1911-1972) - écrivain américain, psychothérapeute, critique social, philosophe anarchiste et intellectuel public
- Mikhail Gorbachev (né en 1931) - activiste antinucléaire russe pendant et après la présidence soviétique

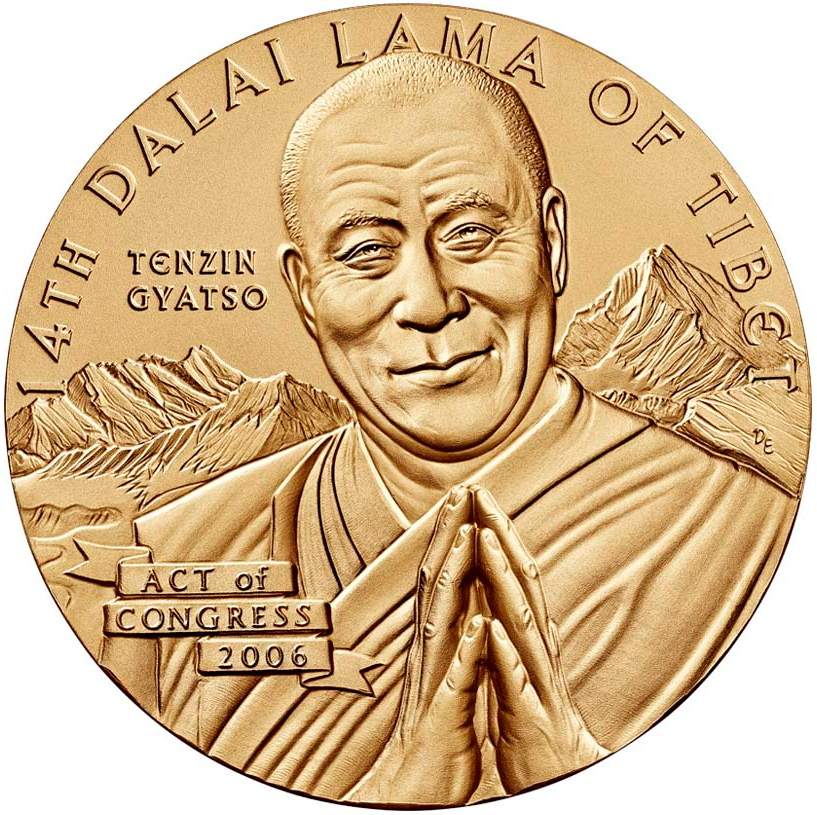
Tenzin Gyatso, 14e dalaï-lama du Tibet, médaille d'or du Congrès américain 2006

- Tenzin Gyatso, 14e dalaï-lama du Tibet, médaille d'or du Congrès américain 2006 Jean Goss (1912–1991) - militant français de la non-violence
- Hildegard Goss-Mayr (née en 1930) - pacifiste et théologien autrichien
- Jonathan Granoff (né en 1948) - cofondateur et président du Global Security Institute
- Wavy Gravy (né en 1936) - artiste et activiste américain pour la paix
- Great Peacemaker - cofondateur amérindien de la Confédération iroquoise, auteur de Great Law of Peace
- Dick Gregory (1932-2017) - comédien américain, manifestant anti-guerre
- Irene Greenwood (1898–1992) - féministe australienne, militante pour la paix et diffuseur
- Richard Grelling (1853-1929) - avocat, écrivain et pacifiste allemand
- Ben Griffin (né en 1977) - ancien soldat britannique SAS et vétéran de la guerre en Irak
- Suze Groeneweg (1875-1940) - femme politique, féministe et pacifiste néerlandaise
- Edward Grubb (1854–1939) - Quaker anglais, pacifiste, actif dans la bourse sans conscription
- Emil Grunzweig (1947-1983) - enseignant israélien et militant pour la paix
- Woody Guthrie (1912-1967) - manifestant et musicien américain anti-guerre, inspiration
- Fethullah Gülen (né en 1938) - éducateur turc, chef religieux, activiste interreligieux et pacifiste, et fondateur d'un mouvement social transnational

## H

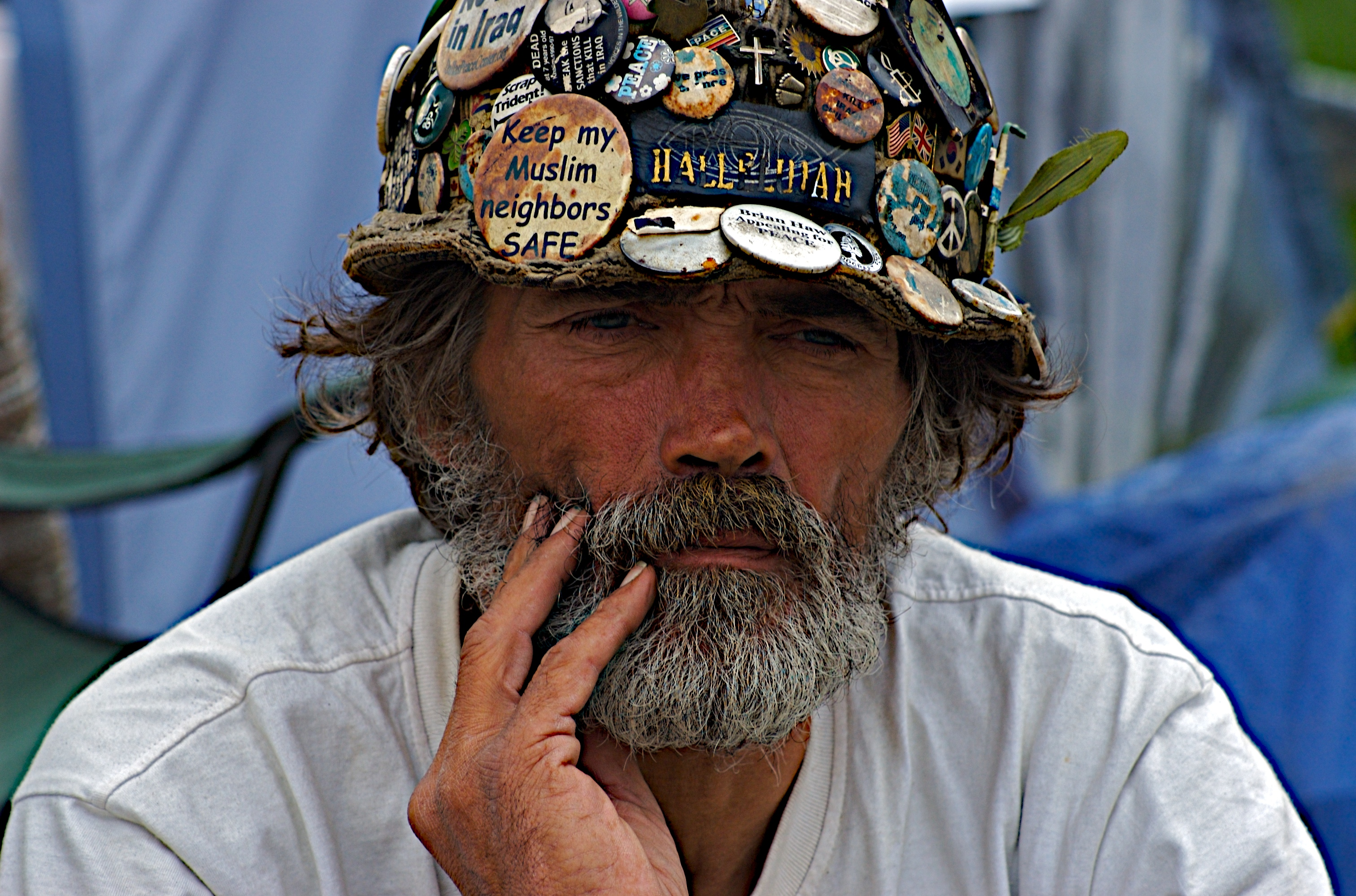
Brian Haw

- Hugo Haase (1863-1919) - homme politique socialiste, juriste et pacifiste allemand
- Lucina Hagman (1853-1946) - féministe finlandaise, femme politique, pacifiste
- Otto Hahn (1879-1968) - chimiste allemand, découvreur de la fission nucléaire, lauréat du prix Nobel, pacifiste, armes anti-nucléaires et défenseur des essais
- Constanze Hallgarten (1881-1969) militante féministe et pacifiste allemande
- Jeff Halper (né en 1946) - anthropologue américain et militant pacifiste israélien, fondateur du Comité israélien contre les démolitions de maisons
- France Hamelin (1918-2007) - artiste français, militant pour la paix et travailleur de la résistance
- Judith Hand (née en 1940) - biologiste américaine, pionnière de l'éthologie de la paix
- Thích Nhất Hạnh (1926-2022) - moine vietnamien, pacifiste et défenseur de la non-violence
- Cornelius Bernhard Hanssen (1864-1939) - professeur norvégien, armateur, homme politique et fondateur de l'Association norvégienne pour la paix
- Eline Hansen (1859-1919) - féministe danoise et militante pour la paix
- G. Simon Harak (né en 1948) - professeur américain de théologie, militant pour la paix
- Keir Hardie (1856-1915) - socialiste et pacifiste écossais, cofondateur du Parti travailliste indépendant et du Parti travailliste, opposé à la Première Guerre mondiale
- Florence Jaffray Harriman (1870-1967) - suffragette, réformatrice sociale, pacifiste et diplomate américaine
- George Harrison (1943-2001) - guitariste, chanteur, auteur-compositeur et producteur de musique et de films anglais, a acquis une renommée internationale en tant que guitariste principal des Beatles ; activiste religieux et anti-guerre
- Marii Hasegawa (1918-2012) - activiste japonaise pour la paix
- Václav Havel (1936-2011) - écrivain, poète et homme politique tchèque non violent
- Brian Haw (1949-2011) - activiste britannique, initié et participant de longue date à la Campagne de paix de la place du Parlement
- Tom Hayden (1939-2016) - activiste américain des droits civiques, leader de la guerre anti-Vietnam, auteur, homme politique californien
- Wilson A. Head (1914–1993) - sociologue américain / canadien, activiste
- Fredrik Heffermehl (né en 1938) - juriste, écrivain et militant de la paix norvégien
- Idy Hegnauer (1909-2006) - infirmière suisse et militante pour la paix
- Estrid Hein (1873-1956) - ophtalmologiste danoise, militante des droits des femmes et pacifiste
- Arthur Henderson (1863-1935) - homme politique britannique, chef du Parti travailliste, ministre des Affaires étrangères, président de la Conférence de Genève sur le désarmement, prix Nobel de la paix de 1934
- Ammon Hennacy (1893–1970) - pacifiste chrétien américain, anarchiste et activiste social
- Abraham Joshua Heschel (1907-1972) - rabbin américain d'origine polonaise, professeur au Jewish Theological Seminary, militant des droits civiques et de la paix
- Bono (né en 1960) - auteur-compositeur-interprète irlandais, musicien, capital-risqueur, homme d'affaires et philanthrope ; né Paul David Hewson
- Paul David Hewson (né en 1960) - auteur-compositeur-interprète irlandais; voir Bono ci-dessus
- Hiawatha (1525-?) - Américain cofondateur de la Ligue Iroguois et coauteur de la Grande Loi de la Paix
- Sidney Hinkes (1925-2006) - pacifiste britannique, prêtre anglican
- Raichō Hiratsuka (1886-1971) - écrivaine japonaise, militante politique, féministe, pacifiste
- Emily Hobhouse (1860-1926) - militante pacifiste britannique, ayant attiré l'attention du public sur le sort des internés des camps de concentration britanniques en Afrique du Sud
- Abbie Hoffman (1936-1989) - leader américain de la guerre anti-vietnamienne, cofondateur des Yippies
- Rosy Hollender (1911-1998) - avocate polonaise et belge, dirige l'Union belge pour la défense de la paix
- Ann-Margret Holmgren (1850-1940) - écrivaine, féministe et pacifiste suédoise
- Margaret Holmes, AM (1909-2009) - militante australienne pendant la guerre du Vietnam, membre anglican pacifist Fellowship
- Inger Holmlund (1927-2019), activiste anti-nucléaire suédois
- Alec Horsley (1902–1993) - homme d'affaires britannique Quaker, fondateur de la société devenue Northern Foods, membre du Common Wealth Party, le Committee of 100, membre fondateur du CND
- Ellen Hørup (1871-1953) - écrivaine danoise, pacifiste et militante des droits des femmes
- Nobuto Hosaka (né en 1955) - homme politique japonais, maire de Setagaya à Tokyo; fait campagne et obtenu le poste de maire sur une plateforme antinucléaire en avril 2011, un peu plus d'un mois après la catastrophe nucléaire de Fukushima Daiichi
- Julia Ward Howe (1819–1910) - écrivain américain, activiste social, défenseur de la paix
- Helmuth Hübener (1925-1942) - exécuté à l'âge de 17 ans dans l'Allemagne nazie pour avoir distribué des tracts anti-guerre
- Kate Hudson (en) (née en 1958) - militante politique et universitaire britannique de gauche ; secrétaire générale de la Campagne pour le désarmement nucléaire (CND) et secrétaire national de l'unité de gauche ; officier de la Stop the War Coalition depuis 2002
- Emrys Hughes (1894-1969) - membre socialiste gallois du Parlement britannique, où il était un pacifiste
- Laura Hughes (1886-1966) - féministe et pacifiste canadienne
- Hannah Clothier Hull (1872–1958) - militante américaine Quaker, à la tête de WILPF aux États-Unis
- John Hume (né en 1937) - récipiendaire du prix Nobel de la paix irlandais et du prix Gandhi pour la paix, ancien chef du Parti social-démocrate et travailliste et ancien député de Foyle de 1983 à 2005
- John Peters Humphrey (1905-1995) - universitaire canadien, juriste et défenseur des droits de l'homme, a rédigé la première ébauche de la Déclaration universelle des droits de l'homme
- Aldous Huxley (1894-1963) - écrivain anglais anti-guerre et anti-conflit

## I

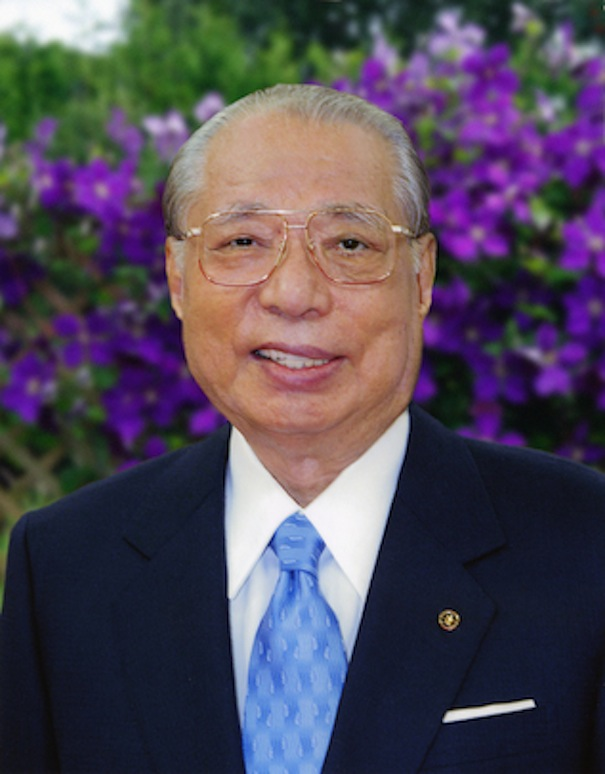
Daisaku Ikeda

- Latifa Ibn Ziaten (1960-) - fondatrice de l'association IMAD pour la Jeunesse et la Paix à la suite de l'assassinat de son fils en 2012.
- Miguel Giménez Igualada (1888-1973) - anarchiste espagnol, écrivain, pacifiste
- Daisaku Ikeda - leader bouddhiste japonais, écrivain, président de Soka Gakkai International et fondateur de plusieurs institutions d'enseignement et de recherche sur la paix
- Kathleen Innes (1883-1967) - éducatrice, écrivaine et pacifiste britannique

## J
- Berthold Jacob (1898-1944) - journaliste et pacifiste allemand
- Aletta Jacobs (1854-1929) - médecin, féministe et militante pour la paix aux Pays-Bas
- Martha Larsen Jahn (1875-1954) - militante pour la paix et féministe norvégienne
- Jean Jaurès (1859-1914) - activiste français anti-guerre, leader socialiste
- Kirthi Jayakumar (né en 1987) - militant indien de la paix et militant pour l'égalité des sexes, jeune militant pour la paix, éducateur pour la paix et fondateur de la Fondation Red Elephant
- Zorica Jevremović (née en 1948) - dramaturge serbe, metteur en scène de théâtre, militant pour la paix
- Tano Jōdai (1886–1982) - professeur de littérature anglaise japonaise, activiste pour la paix et président d'université
- Jean-Paul II - pape catholique polonais, inspiration, défenseur
- Helen John - militante britannique, l'une des premières membres à plein temps du camp de paix de Greenham Common
- Hagbard Jonassen (1903-1977) - botaniste danois et militant pour la paix

## K

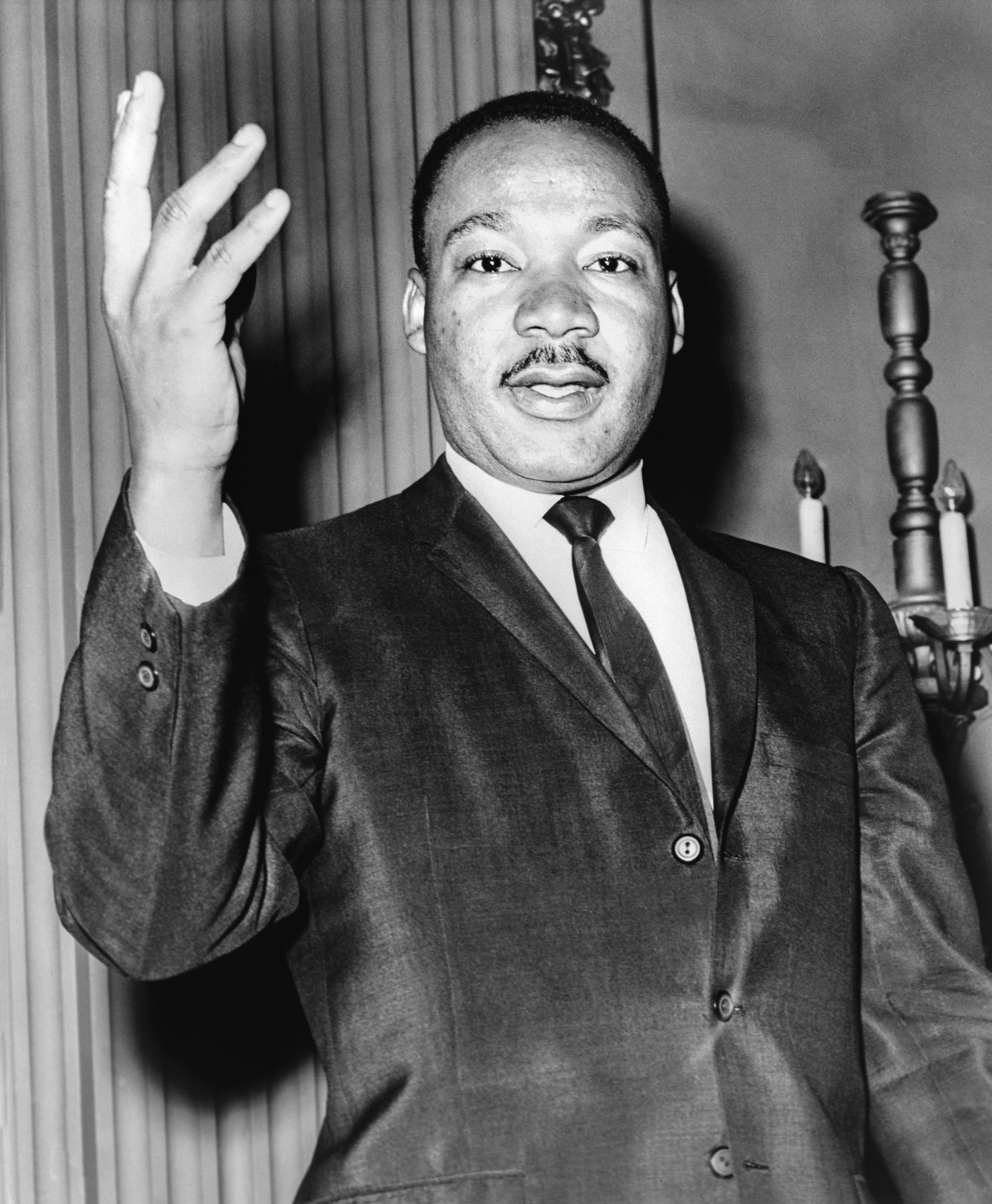
Martin Luther King jr.

- Ekaterina Karavelova (1860-1947) - éducatrice bulgare, écrivaine, suffragiste, féministe, pacifiste
- Tawakkol Karman (né en 1979) - journaliste, homme politique et militant des droits de l'homme yéménite ; a partagé le prix Nobel de la paix 2011
- Gurmehar Kaur (né en 1996) - étudiant indien et militant pour la paix
- Helen Keller (1880-1968) - militante américaine, écrivaine sourde-aveugle, discours « Strike Against The War » Carnegie Hall, New York 1916
- Kathy Kelly (née en 1952) - militante pacifiste et anti-guerre américaine, arrêtée plus de 60 fois lors de manifestations ; membre et organisateur d'équipes internationales de paix
- Petra Kelly (1947–1992) - femme politique allemande, féministe, pacifiste
- Kenzaburō Ōe (né en 1935) - écrivain japonais, Prix Nobel de littérature, militant anti-nucléaire et pour le maintien du pacfisme dans la constitution japonaise
- Khan Abdul Ghaffar Khan (1890-1988) - militant indépendantiste pachtoune, chef spirituel et politique, pacifiste à vie
- Wahiduddin Khan (né en 1925) - érudit islamique indien et militant pour la paix
- Abraham Yehudah Khein (1878-1957) - rabbin ukrainien, essayiste, pacifiste
- Amina Khoulani (née en 19) - militante syrienne des Jeunes de Daraya, cofondatrice de Families for Freedom
- Steve Killelea - initié Global Peace Index et Institute for Economics and Peace
- Martin Luther King, Jr. (1929-1968) - éminent manifestant américain contre la guerre au Vietnam, conférencier, inspiration
- Anna Kleman (1862-1940) - suffragette suédoise et militante pour la paix
- Michael D. Knox (né en 1946) - fondateur de la US Peace Memorial Foundation, militant anti-guerre, psychologue, professeur
- Adam Kokesh (né en 1982) - activiste américain, vétérans irakiens contre la guerre
- Annette Kolb (1870-1967) - écrivaine et pacifiste allemande
- Ron Kovic (né en 1946) - vétéran américain de la guerre du Vietnam, manifestant de guerre
- Paul Krassner (1932-2019)- organisateur américain de la guerre anti-Vietnam, écrivain, cofondateur de Yippie
- Dennis Kucinich (né en 1946) - ancien représentant américain de l'Ohio, avocat du département américain de la Paix

## L

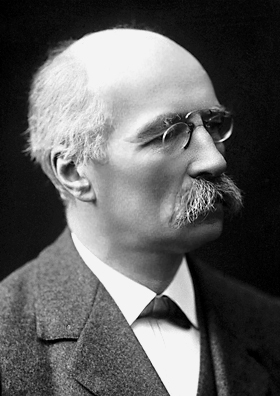
Henri La Fontaine

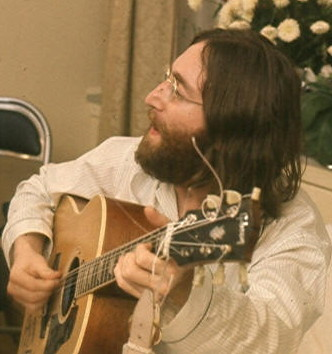
John Lennon

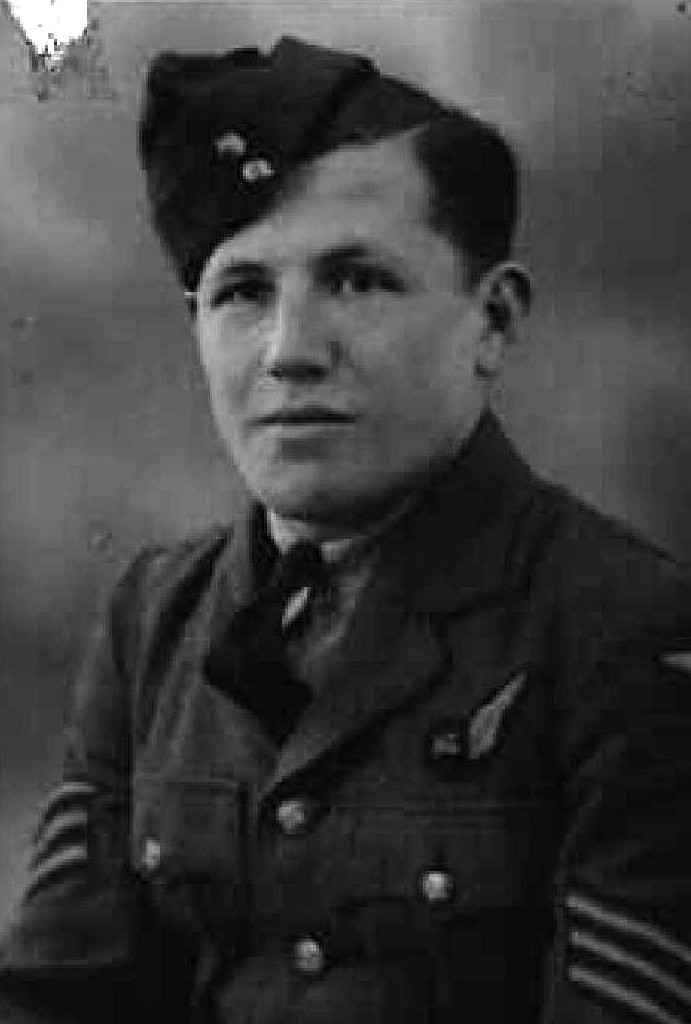
Bertie Lewis

- Henri La Fontaine (1854-1943) - initiateur, organisateur, lauréat belge du prix Nobel de la paix
- Léonie La Fontaine (1857-1949) - féministe et pacifiste belge
- William Ladd (1778-1841) - premier activiste américain, initiateur, premier président de l'American Peace Society
- Benjamin Ladraa (né en 1982) - activiste suédois
- Bernard Lafayette (né en 1940) - organisateur américain, éducateur, initiateur
- Maurice Laisant (1909–1991) - anarchiste et pacifiste français
- George Lakey (né en 1937) - activiste américain pour la paix, cofondateur du Movement for a New Society
- Grigoris Lambrakis (1912-1963) - athlète grec, médecin, homme politique, activiste
- Gustav Landauer (1870-1919) - écrivain allemand, anarchiste, pacifiste
- Jean-Pierre Lanvin (1924-1997) - militant français de la Communauté de l'Arche (Lanza del Vasto), de l'Action civique non-violente, de la lutte du Larzac et d'organisations humanitaires et cofondateur du Groupe d'action et de résistance à la militarisation
- Lanza del Vasto (1901-1981) - Gandhian italien, philosophe, poète, militant non-violent
- Christian Lous Lange (1869-1938) - historien et pacifiste norvégien
- Alexander Langer (1946–1995) - journaliste, militant pour la paix et homme politique italien
- George Lansbury (1859–1940) - homme politique britannique ; Député travailliste (1910-1912, 1922-1940) - chef du parti travailliste (1932-1959) ; militant pour la justice sociale et les droits des femmes et contre la guerre et l'impérialisme ; Pacifiste chrétien ; opposé à la Première Guerre mondiale ; fait campagne pour le désarmement unilatéral et le désarmement mondial dans les années 1920 et 1930; président de la Peace Pledge Union (1937);
- André Larivière (né en 1948) - écologiste canadien et activiste antinucléaire
- Bryan Law (1954-2013) - activiste non violent australien
- Louis Lecoin (1888-1971) - anarchiste et pacifiste français
- Urbain Ledoux (1874-1941) - diplomate américain, militant et bahá'í
- John Lennon (1940-1980) - chanteur / compositeur britannique, manifestant anti-guerre
- Sidney Lens (1912-1986) - leader américain de la guerre anti-Vietnam
- Muriel Lester (1885-1968) - réformatrice sociale britannique, pacifiste et non conformiste ; Ambassadeur et secrétaire de la Communauté internationale de réconciliation ; cofondateur du Kingsley Hall
- Capitaine Howard Levy - capitaine de l'armée a été envoyé à la prison militaire de Leavenworth pendant plus de deux ans pour avoir refusé de former des médecins du béret vert en route vers le Vietnam.
- Bertie Lewis (1920-2010) - aviateur de la RAF qui est devenu un militant de la paix britannique
- Thomas Lewis (1940-2008) - artiste américain, militant anti-guerre avec (Baltimore Four et Catonsville Nine)
- Bart de Ligt (1883-1938) - anarchiste, pacifiste et antimilitariste néerlandais
- Gabriele Moreno Locatelli (1959–1993) - pacifiste italien
- Lola Maverick Lloyd (1875-1944) - pacifiste, suffragiste et féministe américaine
- James Loney (en) (né en 1964) - travailleur de la paix canadien, victime d'un enlèvement
- Isabel Longworth (1881-1961) - dentiste australienne et militante pour la paix
- Lee Lorch (1915-2014) - mathématicien canadien et militant pour la paix
- Fernand Loriot (1870-1932) - professeur de français et pacifiste
- David Loy (né en 1947) - érudit américain, auteur et professeur bouddhiste zen Sanbo Kyodan
- Chiara Lubich (1920-2008) mystique catholique italienne et fondatrice du mouvement des Focolari, défenseur de l'unité entre les chrétiens, du dialogue interreligieux et des relations de coopération entre les religieux et les non-religieux. Promu "fraternité universelle".
- Rae Luckock (1893-1972) - féministe canadienne, militante pour la paix et femme politique
- Sigrid Helliesen Lund (1892-1987) - activiste norvégienne pour la paix
- Rosa Luxemburg (1871-1919) - marxiste allemande et militante anti-guerre
- Jake Lynch (né en 1964) - journaliste pour la paix, universitaire et écrivain
- Staughton Lynd (né en 1929) - chef de guerre américain anti-Vietnam
- Bradford Lyttle (né en 1927) - éminent pacifiste américain, écrivain, candidat à la présidence et organisateur du Committee for Non-Violent Action

## M

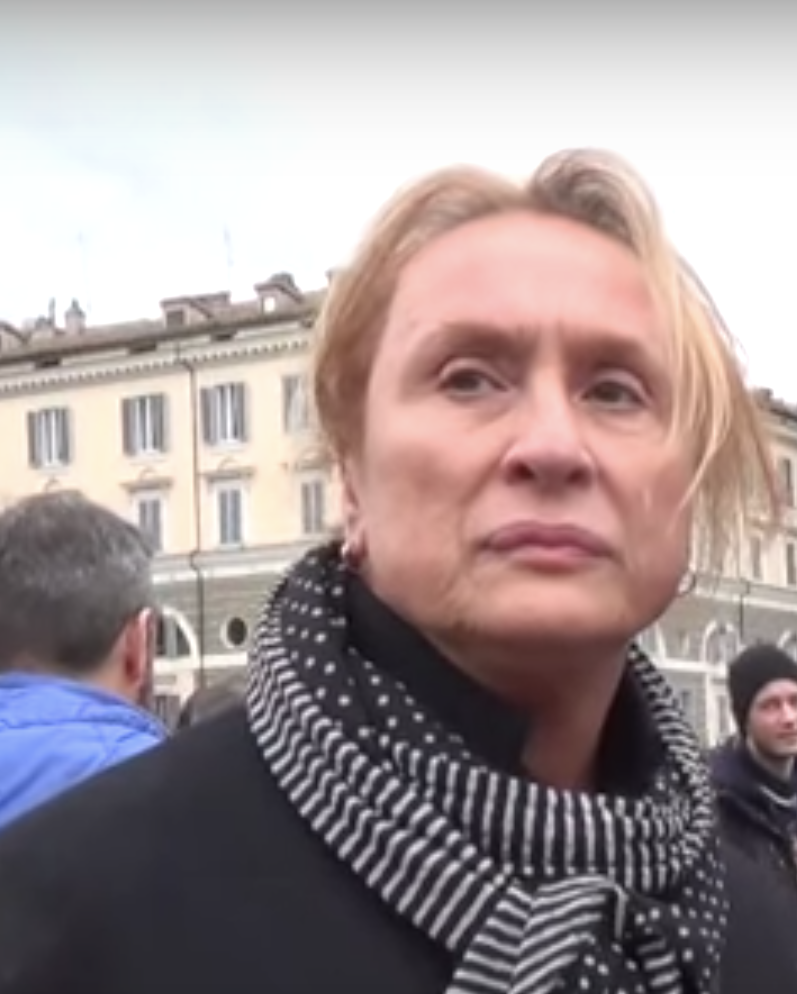
Porpora Marcasciano in 2016

- Porpora Marcasciano, sociologue et activiste transgenre, presidente du Movimento identità transessuale et conseillere à la mairie de Bologna
- Mahmoud Darwich, né le 13 mars 1941 à Al-Birwa et mort le 9 août 2008 à Houston, est une des figures de proue de la poésie palestinienne. Il est le président de l'Union des écrivains Palestiniens. À me militer toute sa vie contre l’apartheid contre le génicide des occupants et pour la paix en Palestine.

- Wangari Maathai (1940-2011) - militante kenyane pour l'environnement, lauréate du prix Nobel de la paix
- Chrystal Macmillan (1872-1937) - femme politique écossaise, féministe, pacifiste
- Salvador de Madariaga (1886-1978) - diplomate, historien et pacifiste espagnol
- Carmen Magallón (née en 1951) - physicienne espagnole, pacifiste, effectuant des recherches à l'appui de l'avancement des femmes dans les sciences et la paix
- Norman Mailer (1923-2007) - écrivain américain anti-guerre, manifestant de guerre
- Mairead Maguire (né en 1944) - pacifiste irlandaise, prix Nobel de la paix
- Nelson Mandela (1918-2013) - homme d'État sud-africain, leader du mouvement anti-apartheid et de la réconciliation post-apartheid,fondateur de The Elders, inspiration
- Chelsea Manning (née en 1987) - ancien soldat américain devenu dénonciateur et activiste pour la paix, emprisonné pour son travail contre la guerre
- Rosa Manus (1881-1942) - pacifiste et suffragiste néerlandais
- Bob Marley (1945-1981) - jamaïcain, chanteur / compositeur anti-guerre d'inspiration, inspiration
- Jacques Martin (1906-2001) - pasteur pacifiste et protestant français
- Ghiyath Matar (1986-2011) - militant pacifiste syrien mort sous la torture
- Elizabeth McAlister (née en 1939) - ancienne religieuse américaine, cofondatrice de Jonah House, activiste pour la paix
- Colman McCarthy (né en 1938) - journaliste américain, enseignant, conférencier, pacifiste, progressiste, anarchiste et militant de la paix de longue date
- Eugene McCarthy (1916-2005) - candidat à la présidentielle américaine s'est présenté à un programme de guerre anti-Vietnam
- John McConnell (en) (1915-2012) - activiste américain pour la paix, fondateur du Jour de la Terre
- George McGovern (1922-2012) - sénateur américain, candidat à la présidentielle, programme de guerre anti-Vietnam
- Keith McHenry (né en 1957) - cofondateur américain de Food Not Bombs
- David McTaggart (1932-2001) - activiste canadien contre les essais d'armes nucléaires, cofondateur de Greenpeace International
- Monica McWilliams (née en 1954) - universitaire nord-irlandaise, militante pour la paix, défenseuse des droits humains et ancienne femme politique. Elle a été déléguée aux négociations de paix multipartites, qui ont conduit à l'Accord de paix du Vendredi Saint en 1998.
- Jeanne Mélin (1877-1964) - pacifiste, féministe, écrivaine et femme politique française
- Rigoberta Menchú (né en 1959) - Droits indigènes du Guatemala, anti-guerre, cofondatrice de Nobel Women's Initiative
- Chico Mendes (1944-1988) - environnementaliste brésilien et défenseur des droits de l'homme des paysans et des peuples autochtones
- Thomas Merton (1915-1968) - moine et poète américain, écrivain, philosophe
- Johanne Meyer (1838–1915) - suffragiste, pacifiste et éditrice de journaux danoise pionnière
- Selma Meyer (1890-1941) - pacifiste hollandaise et combattante de la résistance d'origine juive
- Kizito Mihigo (né en 1981) - chanteur chrétien rwandais; survivant du génocide; dédié au pardon, à la paix et à la réconciliation après le génocide de 1994
- Barry Mitcalfe (1930-1986) - chef du mouvement néo-zélandais contre la guerre du Vietnam et le mouvement anti-nucléaire néo-zélandais
- Malebogo Molefhe (né c. 1980) - militante botswanaise contre les violences sexistes
- Eva Moltesen (1871-1934) - écrivaine et militante pour la paix finno-danoise
- Roger Monclin (1903-1985) - pacifiste et anarchiste français
- Agda Montelius (1850–1920) - philanthrope suédoise, féministe, militante pour la paix
- ED Morel (1873-1924) - journaliste, auteur, pacifiste et homme politique britannique; opposé à la Première Guerre mondiale et fait campagne contre l'esclavage au Congo
- Simonne Monet-Chartrand (1919–1993) - militante canadienne des droits des femmes, féministe, pacifiste
- Howard Morland (né en 1942) - journaliste américain, abolitionniste des armes nucléaires
- Sybil Morrison (1893-1984) - pacifiste britannique actif dans la Peace Pledge Union
- Émilie de Morsier (1843–1896) - féministe, pacifiste et abolitionniste suisse
- John Mott (1865–1955) - évangéliste américain, chef du YMCA et de la WSCF, lauréat du prix Nobel de la paix en 1946
- Bobby Muller (né en 1946), vétérinaire vietnamien et moteur de la campagne d'interdiction des mines terrestres, prix Nobel de la paix 1997
- Alaa Murabit (née en 1989) - médecin libyen canadien et défenseure des droits humains pour une paix et une sécurité inclusives
- Craig Murray (né en 1958) - ancien diplomate britannique devenu dénonciateur, militant des droits de l'homme et militant anti-guerre
- John Middleton Murry (1889-1957) - auteur britannique, parrain de la Peace Pledge Union et rédacteur en chef de Peace News 1940-1946
- AJ Muste (1885-1967) - pacifiste américain, organisateur, leader anti-guerre du Vietnam

## N

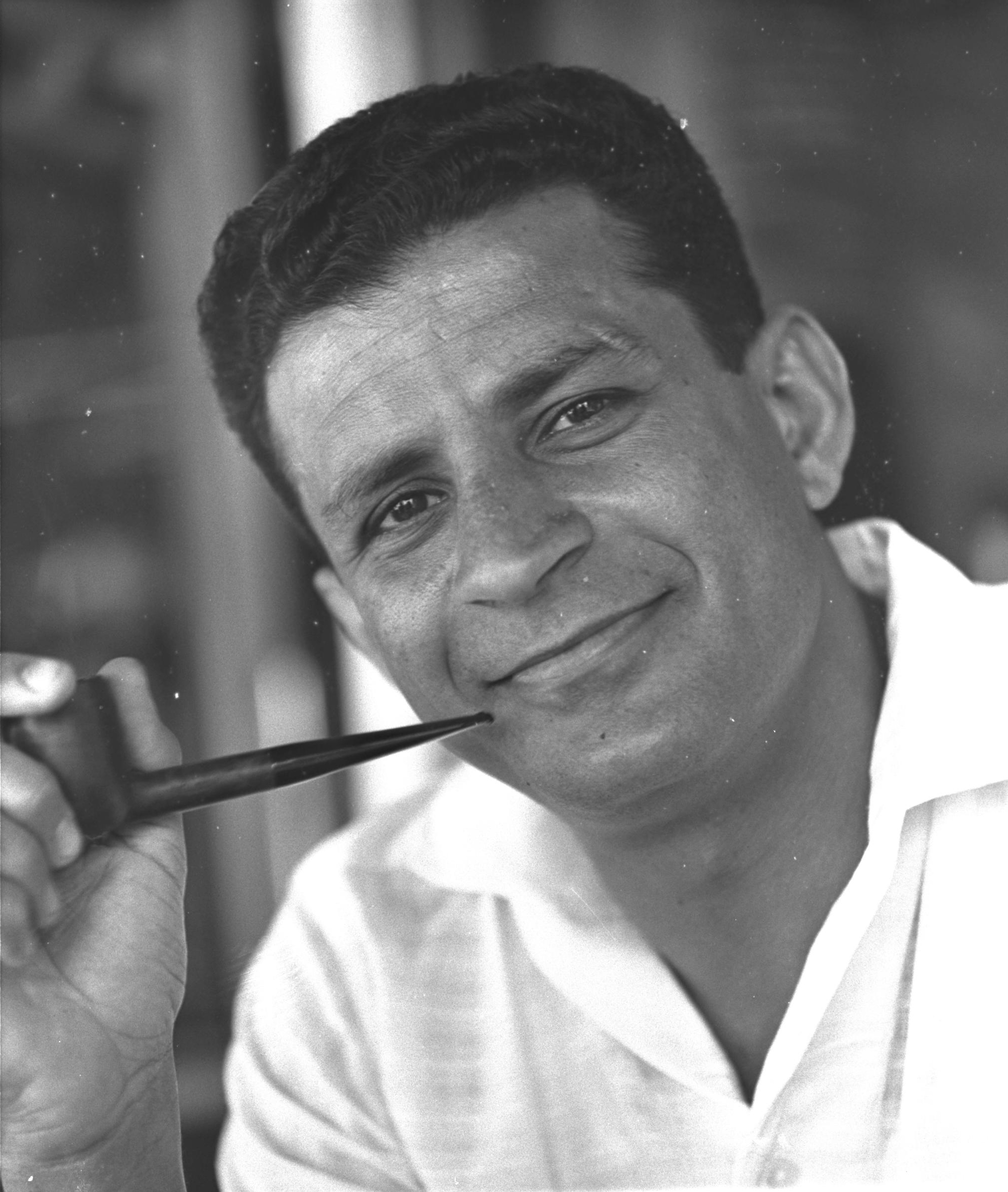
Abie Nathan

- Abie Nathan (1927-2008) - humanitaire israélien, fondateur de la radio Voice of Peace,[7] rencontre toutes les parties d'un conflit
- Ezra Nawi (né en 1952) - activiste et pacifiste israélien des droits de l'homme
- Paul Newman (1925-2008) - manifestant américain contre la guerre, acteur
- Gabriela Ngirmang (1922-2007) - palaosienne et militante pacifiste antinucléaire
- Elizabeth Pease Nichol (1807–1897) - suffragiste, chartiste, abolitionniste, anti-vivisectionniste, membre de la Peace Society
- Georg Friedrich Nicolai (1874-1964) - professeur allemand, célèbre pour le livre The Biology of War
- Martin Niemöller (1892-1984) - pasteur luthérien antinazi allemand, emprisonné à Sachsenhausen et Dachau, pacifiste vocal et militant pour le désarmement
- Philip Noel-Baker (1889-1982) - homme politique du Parti travailliste britannique, médaillé d'argent olympique, militant actif pour le désarmement, prix Nobel de la paix 1959, cofondateur avec Fenner Brockway de la Campagne mondiale pour le désarmement
- Louise Nørlund (1854-1919) - féministe danoise et militante pour la paix
- Sari Nusseibeh (né en 1949) - militant palestinien

## O
- Phil Ochs (1940–1976) – chanteur/compositeur américain anti-guerre du Vietnam a lancé des manifestations de protestation
- Paul Oestreich (1878–1959) – Enseignant allemand, membre du conseil d'administration de la "German Peace Society" en 1921-1926
- Paul Oestreicher (born 1931) – militant britannique des droits de l'homme d'origine allemande, chanoine émérite de Cathédrale Saint-Michel de Coventry, pacifiste chrétien, actif dans la réconciliation d'après-guerre
- Yoko Ono (born 1933) – militante japonaise contre la guerre du Vietnam en Amérique et en Europe
- Ciaron O'Reilly (born 1960) – pacifiste australien, militant anti-guerre, travailleur catholique, a purgé une peine de prison en Amérique et en Irlande pour avoir désarmé du matériel de guerre
- Carl von Ossietzky (1889–1938) – pacifiste allemand, prix Nobel de la paix, opposant au réarmement nazi
- Geoffrey Ostergaard (1926–1990) – politologue britannique, universitaire, écrivain, anarchiste, pacifiste
- Laurence Overmire (born 1957) – poète américain, auteur, théoricien

## P

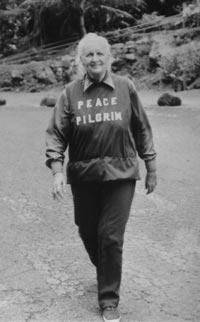
Pèlerin de paix

- Olof Palme (1927-1986) - premier ministre suédois, diplomate
- Marian Cripps, baronne Parmoor (1878-1952) - militante anti-guerre britannique
- Manzoor Pashteen (né en 1994) - activiste pakistanais pour les droits des Pachtounes
- Medha Patkar (né en 1954) - activiste indien pour les tribaux et les dalits touchés par des projets de barrage
- Frédéric Passy (1822-1912) - économiste français, militant pour la paix et récipiendaire (conjoint avec Henry Dunant) du premier prix Nobel de la paix (1901)
- Ron Paul (né en 1935) - auteur américain, médecin, ancien membre du Congrès américain et candidat à la présidence, militant anti-guerre, républicain libertaire
- Ava Helen Pauling (1903-1981) - militante américaine des droits humains, féministe, pacifiste
- Linus Pauling (1901–1994) - défenseur et leader américain des essais anti-nucléaires
- Priscilla Hannah Peckover (1833-1931) - pacifiste anglaise, nommée quatre fois pour le prix Nobel de la paix
- Mattityahu Peled (1923–1995) - savant, officier et militant de la paix israélien
- Miko Peled (né en 1961) - militant de la paix israélien, auteur du livre Le fils du général: voyage d'un Israélien en Palestine
- Lindis Percy (née en 1941) - infirmière britannique, sage-femme, pacifiste, fondatrice de la Campaign for the Accountability of American Bases (CAAB)
- Shimon Peres (1923-2016) - Homme d’État israélien, Premier ministre d'Israël en 1977, de 1984 à 1986 puis de 1995 à 1996. Promoteur du rapprochement politique entre Israéliens et Palestiniens, Prix Nobel de la paix 1994 pour sa participation aux pourparlers de paix avec les Palestiniens ayant mené aux accords d'Oslo. Président de l'état d'Israël de 2007 à 2014.
- Concepción Picciotto (né en 1945?) - manifestant anti-nucléaire et militant anti-guerre d'origine espagnole, Vigile de la paix à la Maison Blanche
- Peace Pilgrim (1908-1981) - activiste américain a parcouru les autoroutes et les rues d'Amérique pour promouvoir la paix
- Amparo Poch y Gascón (1902–1968) - anarchiste, pacifiste et médecin espagnol
- Maria Pognon (1844-1925) - écrivaine, féministe, suffragiste et pacifiste française
- Joseph Polowsky (1916-1983) - GI américain, partisan de meilleures relations entre les États-Unis et l'Union soviétique entre 1955 et 1983
- Pomnyun Sunim (né en 1952) - auteur sud-coréen, activiste pour la paix, Youtuber
- Willemijn Posthumus-van der Goot (1897-1989) - économiste, féministe et pacifiste néerlandaise
- Vasily Pozdnyakov (1869-1921) - objecteur de conscience et écrivain russe
- Manasi Pradhan (né en 1962) - activiste indien; fondatrice de la campagne nationale Honor for Women
- Devi Prasad (1921-2011) - activiste et artiste indien
- Harriet Dunlop Prenter (fl. 1921) - féministe canadienne, pacifiste
- Christoph Probst (1919-1943) - pacifiste allemand et membre de la résistance antinazie à la rose blanche
- Joseph Pyronnet (1927-2010) - activiste français, fondateur pendant la Guerre d'Algérie de l'Action civique non-violente

## Q
- Ludwig Quidde (1858-1941) - pacifiste allemand, lauréat du prix Nobel de la paix en 1927

## R

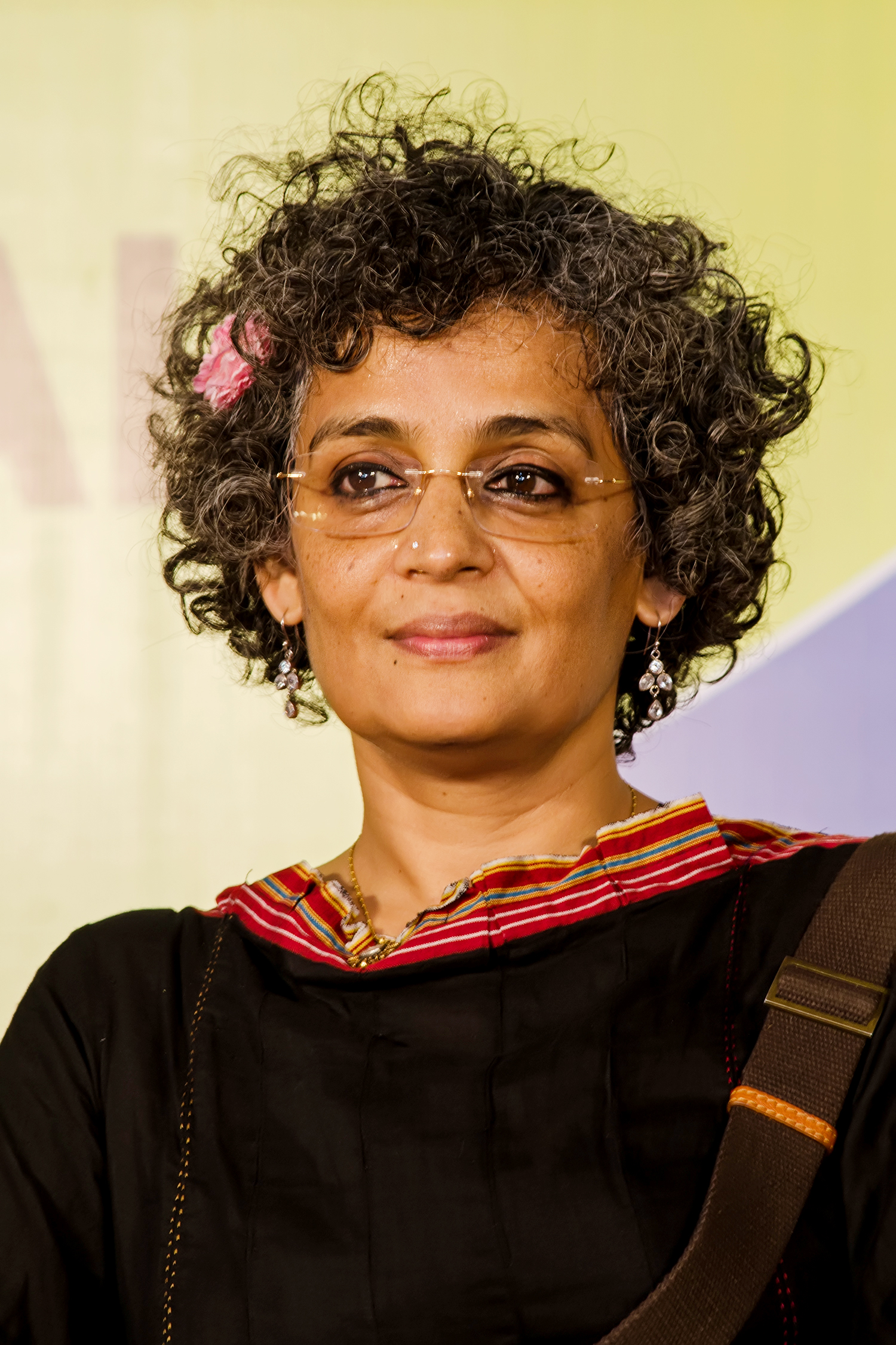
Arundhati Roy

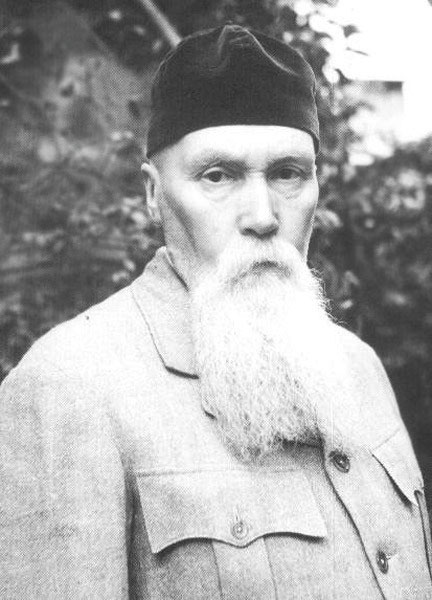
Nicholas Roerich

- Yitzhak Rabin (1922-1995) - Homme d’État israélien, Premier ministre d'Israël de 1974 à 1977, puis de 1992 à sa mort en 1995. Promoteur des Accords d'Oslo en 1993 et du rapprochement entre Israéliens et Palestiniens en vue d'instaurer la paix. Signe les accords de paix avec la Jordanie en 1994. Prix Nobel de la paix en 1994.
- Jim Radford (né en 1928) - activiste britannique de la politique et de la paix, plus jeune vétéran britannique du jour J, chanteur folklorique et co-organisateur de la première marche d'Aldermaston en 1958
- Gabrielle Radziwill (1877-1968) - pacifiste, féministe lituanienne et responsable de la Ligue des Nations
- Clara Ragaz (1874-1957) - pacifiste et féministe suisse
- Abdullah Abu Rahmah - activiste palestinien pour la paix
- Milan Rai (né en 1965) - écrivain britannique et militant anti-guerre
- Justin Raimondo (1951-2019) - auteur américain, militant anti-guerre, fondateur d'Antiwar.com
- Cornelia Ramondt-Hirschmann (1871-1957) - enseignante néerlandaise, féministe et pacifiste
- José Ramos-Horta (né en 1949) - homme politique timorais, chef du Bureau intégré des Nations Unies pour la consolidation de la paix en Guinée-Bissau, prix Nobel de la paix
- Michael Randle (né en 1933) - activiste britannique pour la paix et co-organisateur de la première marche d'Aldermaston
- Darrell Rankin (né en 1957) - militant canadien pour la paix et homme politique communiste
- Jeannette Rankin (1880-1973) - première femme élue au Congrès américain, pacifiste à vie
- Marcus Raskin (1934-2017) - critique social américain, opposant à la guerre du Vietnam et au projet
- Dahlia Ravikovitch (1936-2005) - poétesse israélienne et militante pour la paix
- Madeleine Rees (fl. Des années 1990) - avocate britannique, défenseure des droits de l'homme et de la paix
- Ernie Regehr - chercheur canadien pour la paix
- Eugen Relgis (1865-1987) - écrivain, pacifiste et anarchiste roumain
- Patrick Reinsborough (né en 1972) - militant anti-guerre américain et auteur
- Henry Richard (1812–1888) - ministre et député gallois congrégationaliste (1868–1888), connu sous le nom d'« apôtre de la paix » / « Apostol Heddwch », avocat de l'arbitrage international, secrétaire de la Peace Society pendant quarante ans (1848 –84)
- Lewis Fry Richardson (1881-1953) - mathématicien anglais, physicien, pacifiste, pionnier des techniques mathématiques modernes de prévision météorologique et de leur application à l'étude des causes de la guerre et comment les prévenir
- Renate Riemeck (1920-2003) - historienne allemande et militante chrétienne pour la paix
- Ellen Robinson (1840-1912) - militante britannique pour la paix
- Adi Roche (né en 1955) - activiste irlandais, directeur général de l'association caritative Chernobyl Children International
- Nicholas Roerich (1874-1947) - artiste visionnaire et mystique russe, créateur du Pacte de Roerich et candidat au prix Nobel de la paix
- Romain Rolland (1866-1944) - dramaturge, romancier, essayiste, militant anti-guerre français
- Óscar Romero (1917-1980) - Vénérable archevêque de San Salvador
- Martha Root (1872-1939) - professeure itinérante bahá'í américaine
- Marshall Rosenberg (1934-2015) - psychologue américain, créateur de la théorie de la communication non violente
- Murray Rothbard (1926–1995) - auteur américain, théoricien politique, historien, farouche opposant aux interventions militaires
- Elisabeth Rotten (1882-1964) - militante pour la paix et réformatrice de l'éducation suisse d'origine allemande
- Coleen Rowley (né en 1954) - ancien agent du FBI, dénonciateur, activiste pour la paix et premier récipiendaire du prix Sam Adams
- Arundhati Roy (né en 1961) - écrivaine indienne, critique sociale et militante pour la paix
- Jerry Rubin (1938–1994) - leader américain de la guerre anti-Vietnam, cofondateur des Yippies
- Otto Rühle (1874-1943) - marxiste et pacifiste allemand
- Bertrand Russell (1872-1970) - philosophe britannique, logicien, mathématicien, ardent défenseur du désarmement nucléaire
- Han Ryner (1861-1938) - philosophe anarchiste français, pacifiste

## S

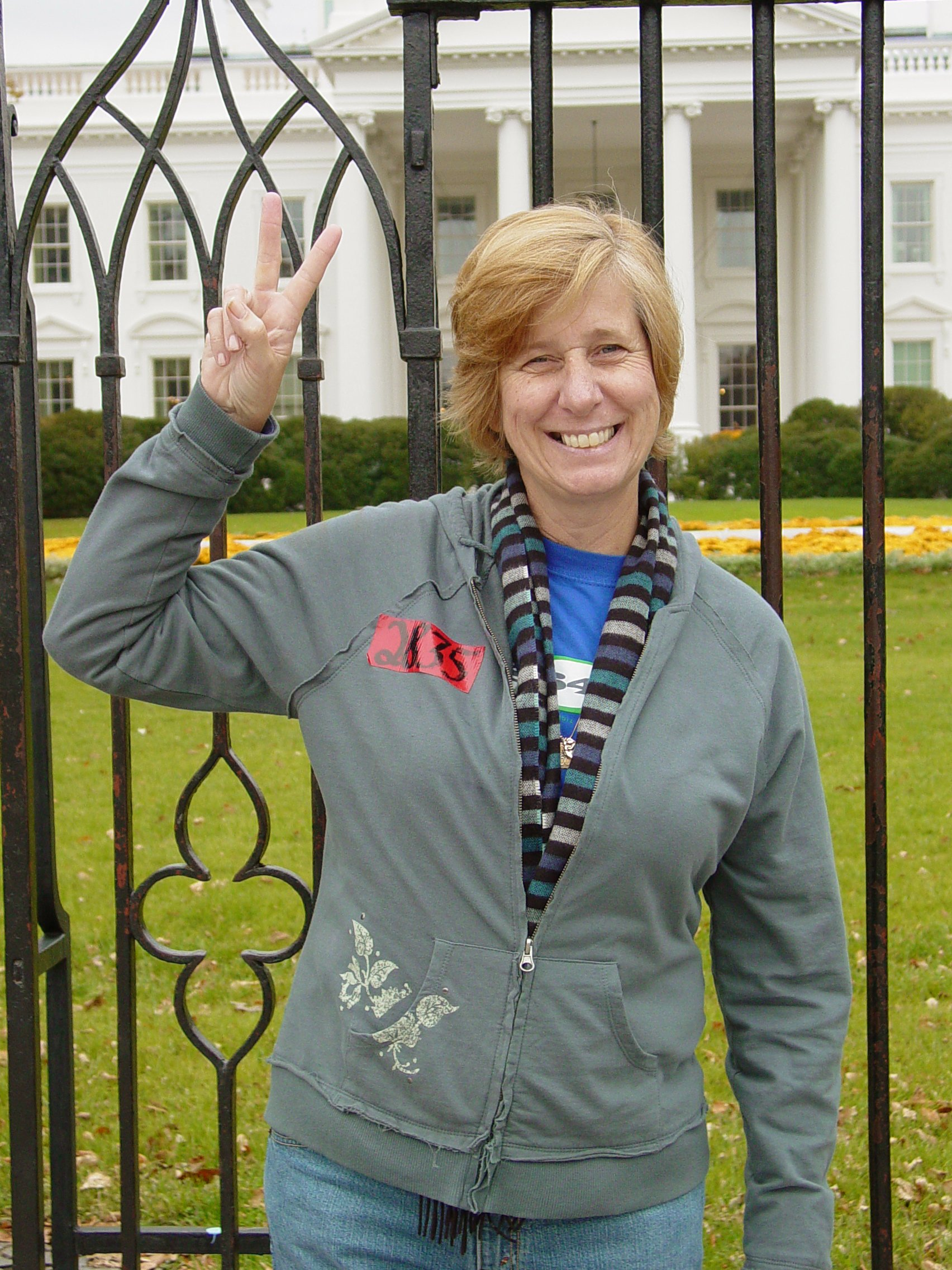
Cindy Sheehan

- Carl Sagan (1934–1996) - astronome américain, opposé à l'escalade de la course aux armements nucléaires
- Mohamed Sahnoun (né en 1931) - diplomate algérien, militant pour la paix, envoyé des Nations Unies en Somalie et dans la région des Grands Lacs d'Afrique
- Edward Said (1935-2003) - critique universitaire et culturel palestino-américain, cofondateur avec Daniel Barenboim du West – Eastern Divan Orchestra
- Avril de Sainte-Croix (1855-1939) - écrivaine, féministe et pacifiste française
- Andrei Sakharov (1921-1989) - physicien nucléaire russe, militant des droits de l'homme et pacifiste
- Ada Salter (1866-1942) - Quaker anglais, pacifiste, membre fondateur de la Ligue internationale des femmes pour la paix et la liberté
- Ed Sanders (né en 1939) - poète américain, organisateur, chanteur, cofondateur du groupe anti-guerre The Fugs
- Abdel Akram al-Saqqa (né en 1944) - théologien syrien, partisan de la non-violence et de la résistance pacifique, porté disparu depuis son arrestation en 2011
- Mark Satin (né en 1946) - théoricien politique américain, partisan de la lutte contre la guerre, organisateur du projet de résistance, écrivain, philosophe
- Gerd Grønvold Saue (né en 1930) - écrivain norvégien et militant pour la paix
- Jean-René Saulière (1911-1999) - anarchiste et pacifiste français
- Jonathan Schell (1943-2014) - écrivain et militant américain contre les armes nucléaires, militant anti-guerre
- Sophie Scholl (1921-1943) - pacifiste chrétienne, active dans le mouvement de résistance non violente à la Rose blanche en Allemagne nazie
- Albert Schweitzer (1875–1965) - activiste allemand / français contre les armes nucléaires et les essais d'armes nucléaires dont les discours ont été publiés sous le titre Peace or Atomic War cofondateur du Comité pour une politique nucléaire saine
- Kailash Satyarthi (1954) - activiste pour les enfants, Bachpan Bachao Aandolan, Prix Nobel de la paix
- Rosika Schwimmer (1877-1948) - pacifiste, féministe et suffragiste hongroise
- Molly Scott Cato (née en 1963) - économiste verte britannique, femme politique du Parti vert, pacifiste et militante anti-nucléaire
- Pete Seeger (1919-2014) - chanteur américain, manifestant anti-guerre, chanteur/compositeur inspirant
- Margarethe Lenore Selenka (1860-1922) - zoologiste, féministe et pacifiste allemande
- Jeff Sharlet (1942-1969) - soldat américain de guerre anti-Vietnam, journaliste
- Gene Sharp (né en 1928) - écrivain américain sur la résistance non violente, fondateur de l'Albert Einstein Institution
- H. James Shea Jr. (1939-1970) - homme politique américain et militant anti-guerre du Vietnam
- Cindy Sheehan (née en 1957) - chef de guerre américaine anti-guerre en Irak et anti-guerre en Afghanistan
- Francis Sheehy-Skeffington (1878-1916) - écrivain irlandais, féministe, militant pour la paix
- Martin Sheen (né en 1940) - manifestant anti-guerre et anti-bombe nucléaire, acteur américain inspirant
- Nancy Shelley OAM (décédée en 2010) - Quaker qui représentait le mouvement de paix australien aux Nations unies en 1982
- Percy Bysshe Shelley (1792-1822) - poète romantique anglais, philosophe non violent et inspiration
- Dick Sheppard (1880-1937) - prêtre anglican, pacifiste chrétien, a fondé la Peace Pledge Union
- David Dean Shulman (né en 1949) - indologue américain, humaniste, militant pour la paix, défenseur des droits humains palestiniens
- Yahia Shurbaji (1979-2013) - militant pacifiste syrien, des Jeunes de Daraya, mort en détention
- Friedrich Siegmund-Schultze (1885-1969) - théologien et pacifiste allemand
- Toma Sik (1939-2004) - activiste pacifiste hongrois-israélien
- Jeanmarie Simpson (née en 1959) - féministe américaine, militante pour la paix
- Ramjee Singh (né en 1927) - activiste indien, philosophe et gandhien
- Ellen Johnson Sirleaf (née en 1938) - ex-présidente du Libéria, a partagé le prix Nobel de la paix 2011 avec Tawakkol Karman et Leymah Gbowee en reconnaissance de « leur lutte non violente pour la sécurité des femmes et pour les droits des femmes à participer pleinement aux travaux de consolidation de la paix »
- Sulak Sivaraksa (né en 1932) - écrivain thaï et activiste bouddhiste engagé socialement
- Samantha Smith (1972-1985) - écolière américaine, jeune défenseure de la paix entre soviétiques et américains
- Julia Solly (1962-1953) - suffragiste, féministe et pacifiste sud-africaine d'origine britannique
- Miriam Soljak (1879-1971) - féministe néo-zélandaise, militante des droits et pacifiste
- Myrtle Solomon (1921-1987) - secrétaire général britannique de la Peace Pledge Union et président de War Resisters International
- Cornelio Sommaruga (né en 1932) - diplomate suisse, président du CICR (1987-1999), président fondateur d'Initiatives of Change International
- Donald Soper (1903–1998) - ministre méthodiste britannique, président de la Fellowship of Reconciliation et actif au CND
- Fadwa Souleimane (1970-2017) - artiste syrienne, militante pacifiste du soulèvement révolutionnaire, opposée à l'usage de la violence
- Benjamin Spock (1903–1998) - pédiatre américain, manifestant anti-guerre du Vietnam, écrivain, inspiration
- Helene Stähelin (1891-1970) - mathématicienne suisse et militante pour la paix
- Cat Stevens (né en 1948) - auteur-compositeur-interprète britannique, converti à l'islam et humanitaire
- Lilian Stevenson (1870-1960) - militante pour la paix et historiographe irlandaise
- Joffre Stewart (né en 1925) - poète américain, anarchiste et pacifiste
- Frances Benedict Stewart (fl. 1920-1950) - sociologue américaine d'origine chilienne, pacifiste, féministe et pionnière bahá'íe
- Gino Strada (né en 1948) - chirurgien italien et militant anti-guerre
- David Swanson (né en 1969) - militant anti-guerre américain, blogueur et auteur
- Ivan Supek (1915-2007) - physicien, philosophe, écrivain et militant de la paix croate
- Bertha von Suttner (1843-1914) - pacifiste tchéco-autrichienne, première femme lauréate du prix Nobel de la paix
- Helena Swanwick (1864-1939) - féministe et pacifiste britannique

## T
- Kathleen Tacchi-Morris (1899–1993) - danseuse britannique, fondatrice de Women for World Disarmament
- Guri Tambs-Lyche (1917-2008) - militante et pacifiste norvégienne des droits des femmes
- Tank Man - se tenait devant le char pendant la manifestation de 1989 en Chine
- Peter Tatchell (né en 1952) - LGBT britannique d'origine australienne et militant des droits de l'homme, fondateur de Christians for Peace
- Tenzin Gyatso (né en 1935) - 14e dalaï-lama du Tibet, lauréat du prix Nobel de la paix et souverain spirituel et anciennement temporel du Tibet et du gouvernement tibétain en exil
- Eve Tetaz (née en 1931) - enseignante américaine à la retraite, militante pour la paix et la justice
- Jean-Marie Tjibaou (1936-1989) - activiste du mouvement de Nouvelle-Calédonie
- Thomas (en) (1947-2009) - militant anti-nucléaire américain, vigile de la paix à la Maison Blanche
- Ellen Thomas (née en 1947) - militante pour la paix américaine, vigile pour la paix à la Maison Blanche
- Dorothy Thompson (1923-2011) - historienne anglaise et militante pour la paix
- Henry David Thoreau (1817-1862) - écrivain américain, philosophe, inspiration des dirigeants du mouvement
- Sybil Thorndike (1882–1976) - actrice et pacifiste britannique; membre de la Peace Pledge Union qui a donné des lectures à son profit
- Léon Tolstoï (1828–1910) - écrivain russe sur la non-violence, inspiration de Gandhi, Bevel et d'autres dirigeants du mouvement
- Aya Virginie Touré - militante ivoirienne pour la paix, partisane de la résistance non violente
- Setsuko Thurlow (né en 1932) - militant canado-japonais non nucléaire, figure de la Campagne internationale pour l'abolition des armes nucléaires (ICAN)
- Jakow Trachtenberg (1888-1953) - ingénieur et pacifiste russe
- André Trocmé (1901-1971), avec son épouse Magda, née en Italie (1901-1996) - pasteur pacifiste protestant français, a sauvé de nombreux Juifs à Vichy France
- Leah Tsemel, (née en 1945), avocate israélienne
- Benjamin Franklin Trueblood (1847–1916) - écrivain américain, éditeur, organisateur, pacifiste du 19e siècle, actif dans l'American Peace Society
- Barbara Grace Tucker - militante pour la paix née en Australie, participante de longue date à la Campagne pour la paix sur la place du Parlement
- Titia van der Tuuk (1854-1939) - féministe et pacifiste néerlandaise
- Desmond Tutu (né en 1931) - Clerc sud-africain, initiateur, anti-apartheid
- Rosalina Tuyuc (née en 1956) - militante pour la défense des droits, les réparations et la réconciliation, a favorisé les accords de paix au Guatemala
- Clara Tybjerg (1864-1941) - féministe danoise, militante pour la paix et éducatrice

## U
- Evelyn Underhill (1875-1941) - écrivaine et pacifiste anglo-catholique anglaise

## V
- Jo Vallentine (né en 1946) - homme politique australien et militant pour la paix
- Alfred Vanderpol (1854-1915) - ingénieur, pacifiste et écrivain français
- Mordechai Vanunu (né en 1954) - dénonciateur israélien
- Krista van Velzen (née en 1974) - femme politique, pacifiste et antimilitariste néerlandaise
- Madeleine Vernet (1878-1949) - éducatrice, écrivaine et pacifiste française
- Llorenç Vidal Vidal (né en 1936) - poète, éducateur et pacifiste espagnol
- Stellan Vinthagen (né en 1964) - Chercheur-activiste suédois anti-guerre et résistance non-violente
- Louis Vitale (né en 1932) - militant anti-guerre américain et frère franciscain
- Bruno Vogel (1898-1987) - pacifiste et écrivain allemand
- Kurt Vonnegut (1922-2007) - écrivain et manifestant américain anti-guerre et anti-nucléaire

## W

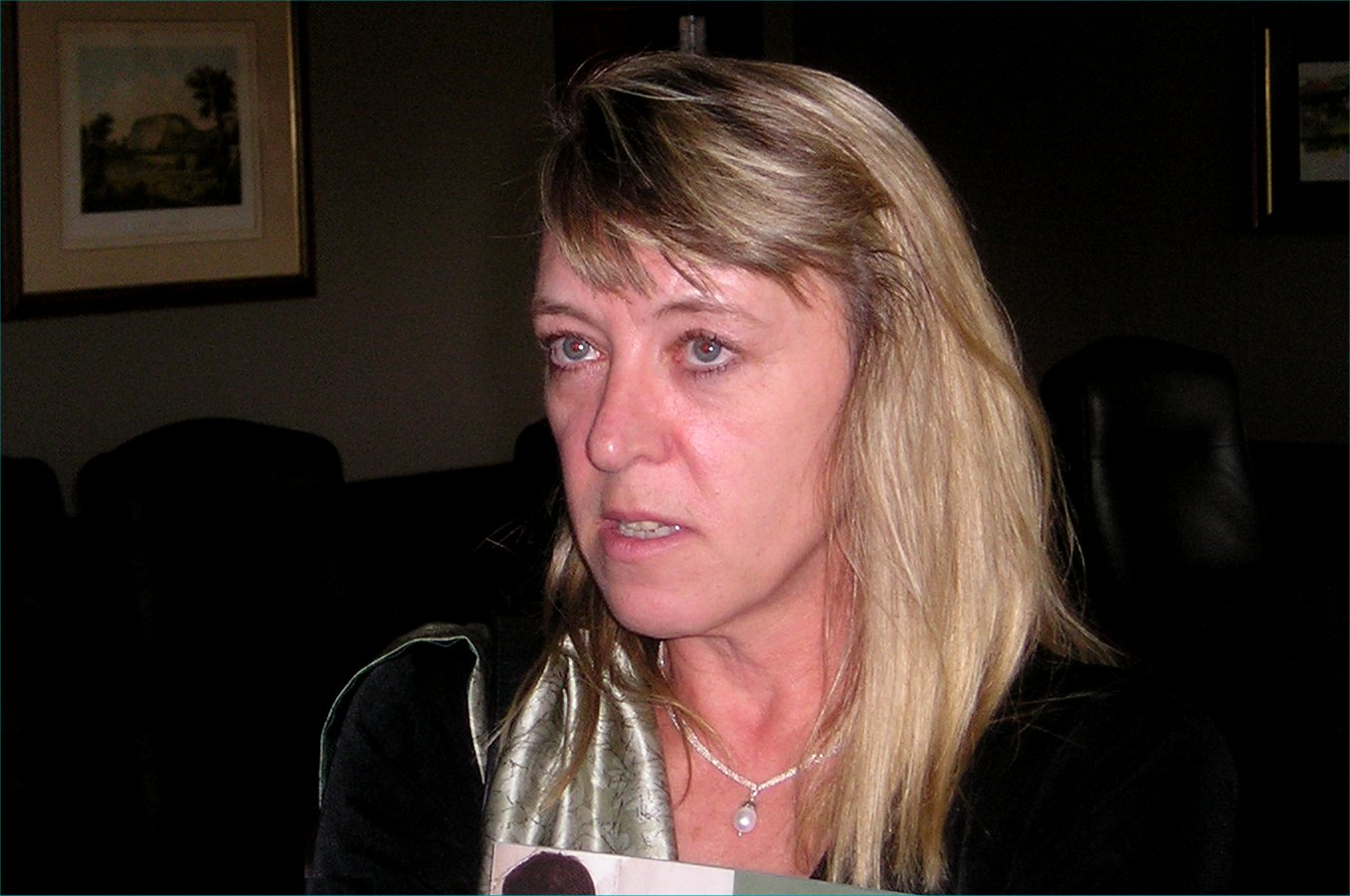
Jody Williams

- Lillian Wald (1867-1940) - infirmière, écrivaine, militante des droits de l'homme, suffragiste et pacifiste américaine
- Julia Grace Wales (1881-1957) - universitaire et pacifiste canadienne
- John Wallach (1943-2002) - journaliste américain, fondateur de Seeds of Peace
- Alyn Ware (née en 1962) - juriste néo-zélandais, coordinateur mondial des parlementaires pour la non-prolifération et le désarmement nucléaires depuis 2002
- Michel Warschawski, (né en 1949), journaliste israélien
- Roger Waters (né en 1943) - musicien anglais, cofondateur de Pink Floyd et éminent militant anti-guerre
- Christopher Weeramantry (né en 1926) - président de l'Association internationale des avocats contre les armes nucléaires, ancien juge de la Cour suprême du Sri Lanka
- Mary Wilhelmine Williams (1878-1944) - historienne américaine, féministe et pacifiste
- Owen Wilkes (1940-2005) - chercheur et activiste néo-zélandais pour la paix
- Anita Parkhurst Willcox (1892-1984) - artiste américaine, féministe, pacifiste
- Betty Williams (1943-2020) - lauréate du prix Nobel de la paix pour son travail en faveur de la réconciliation en Irlande du Nord
- Jody Williams (née en 1950) - militante et organisatrice américaine contre les mines terrestres, lauréate du prix Nobel de la paix
- Waldo Williams (1904-1971) - poète gallois, pacifiste chrétien et Quaker, opposé à la guerre de Corée et à la conscription, emprisonné pour avoir refusé de payer des impôts qui pourraient financer la guerre
- George Willoughby (1914–2010) - activiste de la paix américain Quaker, cofondateur du Movement for a New Society
- Brian Willson (en) (né en 1941) - vétéran américain, militant pour la paix et avocat
- Lawrence S. Wittner (né en 1941) - historien de la paix, chercheur et militant du mouvement américain
- Lilian Wolfe (1875-1974) - anarchiste britannique, pacifiste, féministe
- Walter Wolfgang (né en 1923) - militant britannique d'origine allemande
- Ann Wright (née en 1947) - colonel américain à la retraite et fonctionnaire du département d'État qui a démissionné en opposition à l'invasion américaine de l'Irak en 2003, devenant militante pour la paix et militante anti-guerre.
- Louise Wright (1861-1935) - philanthrope danoise, féministe et militante pour la paix
- Mien van Wulfften Palthe (1875–1960) - féministe, suffragiste et pacifiste néerlandaise

## Y
- Peter Yarrow (né en 1938) - chanteur / compositeur américain, militant anti-guerre
- Cheng Yen (née en 1937) - nonne bouddhiste taïwanaise (bhikkhuni) et fondatrice de la Fondation Tzu Chi
- Ada Yonath (née en 1939) - lauréate israélienne du prix Nobel de chimie, 2009, pacifiste
- Yosano Akiko (1878-1942) - écrivaine japonaise, féministe, pacifiste
- Edip Yüksel (né en 1957) - avocat / auteur kurde, turco-américain et défenseur de la paix islamique
- Malala Yousafzai (né en 1997) - lauréate du prix Nobel de la paix, militante pakistanaise des droits des femmes

## Z
- Alfred-Maurice de Zayas (né en 1947) - historien américain d'origine cubaine, avocat en droit international et droits de l'homme, critique bruyant des interventions militaires et de l'utilisation de la torture
- Angie Zelter (née en 1951) - militante britannique anti-guerre et anti-nucléaire, cofondatrice de Trident Ploughshares
- Clara Zetkin (1857-1933) - marxiste allemande, féministe et pacifiste
- Howard Zinn (1922-2010) - historien américain, écrivain, défenseur de la paix
- Arnold Zweig (1887-1968) - écrivain allemand et activiste anti-guerre

## Remarques

### Citations
1. ↑  Bodhi 2018.
2. ↑  Peace Summit Award 2008.
3. ↑  Chandran 2000.
4. ↑  (en) Joseph Chantikian, « Prisoners of conscience » [« Prisonniers de conscience »], The New York Times,‎ 2 février 1969, p. 4 (lire en ligne , consulté le 11 janvier 2022)
5. ↑  Haaretz 2003.
6. ↑  BBC News 2012.
7. ↑  Haaretz 2008.

## Sources
- « American peace activist killed by army bulldozer in Rafah », Haaretz,‎ 17 mars 2003 (lire en ligne, consulté le 6 juillet 2014)
- Bhikkhu Bodhi, « A Call to Conscience », Tricycle: The Buddhist Review,‎ fall 2018 (lire en ligne, consulté le 12 août 2019)
- Sudha Chandran, « An Angel's Song », The Gulf Today, Sharjah,‎ 24 novembre 2000
- « Israeli peace pioneer Abie Nathan dies aged 81 », The Associated Press,‎ 28 août 2008 (lire en ligne, consulté le 6 juillet 2014)
- « Peace Summit Award 2008: Bono », World Summit of Nobel Peace Laureates, 12 décembre 2008 (consulté le 16 juin 2019)
- « Profile: Rachel Corrie », BBC News,‎ 28 août 2012 (lire en ligne, consulté le 6 juillet 2014)